# Canal Imperial de Aragón
El Canal Imperial de Aragón es una de las obras hidráulicas más importantes de Europa. Es un canal de riego y de navegación de 110 km construido de 1776 a 1790 entre Fontellas (Navarra) y Fuentes de Ebro (Aragón). Su construcción tenía por objeto mejorar el regadío de la antigua Acequia  de Aragón, llevando el agua del río Ebro hasta Zaragoza y permitiendo extender el regadío en la región. Asimismo estableció un servicio de transporte de viajeros y mercancías entre Tudela y Zaragoza.

## Historia

### Antecedentes
En 1528 Carlos I, rey de España y emperador del Sacro Imperio Germánico, encargó levantar a una legua de Tudela un azud, que derivara el agua del Ebro y alimentase la prevista Acequia imperial de Aragón. Se contruyó además, bajo la dirección del arquitecto Gil Morlanes, el llamado Palacio de Carlos V. Las obras realizadas permitieron la puesta en regadío de tierras navarras en Ribaforada, Buñuel y Cortes; no se llegó a alcanzar, en contra de lo previsto, el río Jalón, de modo que el agua solo llegaba débil y ocasionalmente a los municipios zaragozanos de Mallén y Gallur. A mediados del siglo XVIII, el deterioro de la acequia, por las crecidas el Ebro, hizo que muchos de esos regadíos tuvieran que volver al cultivo de secano.

### Orígenes
El plan fue diseñado durante la Ilustración, para construir canales en España a semejanza de Inglaterra y Francia. El canal proyectado en el siglo XVIII tenía dos aspiraciones:
1. Salvar los meandros y azudes del tramo medio del Ebro, haciéndolo navegable. El Ebro se comunicaría así con el océano Atlántico por los ríos Zadorra y Deva (Guipúzcoa), o bien por Laredo (Cantabria), con el Duero por el canal de Castilla, y con el Mediterráneo por el canal de Amposta.
2. La vieja idea aragonesa de conseguir una salida al mar que le permitiera exportar directamente sus productos, principalmente agrícolas.

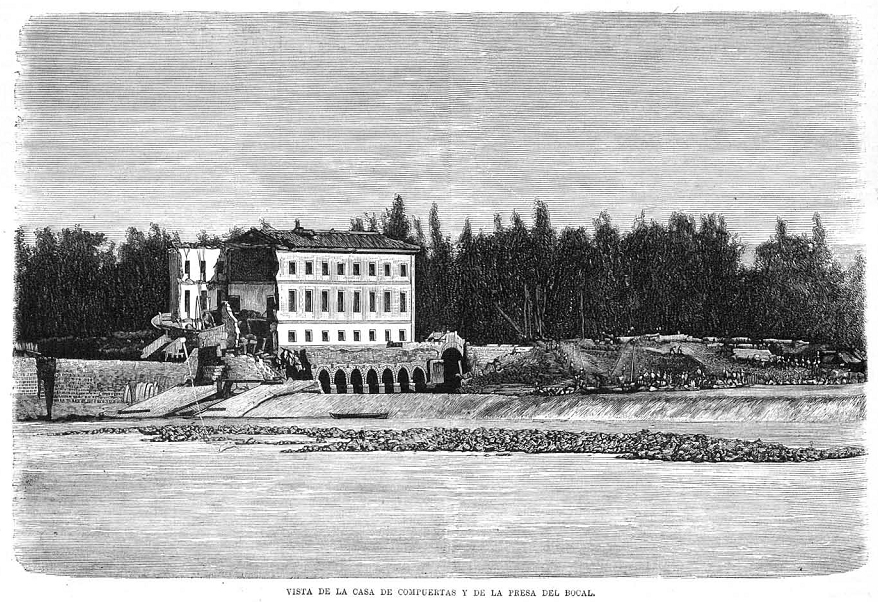
Vista de la Casa de Compuertas y de la «presa del Bocal», después de los desperfectos sufridos por un hundimiento en agosto de 1874, en La Ilustración Española y Americana.

De todo el proyecto sólo se llevó a cabo una parte, con cuantiosas inversiones y obras adicionales.

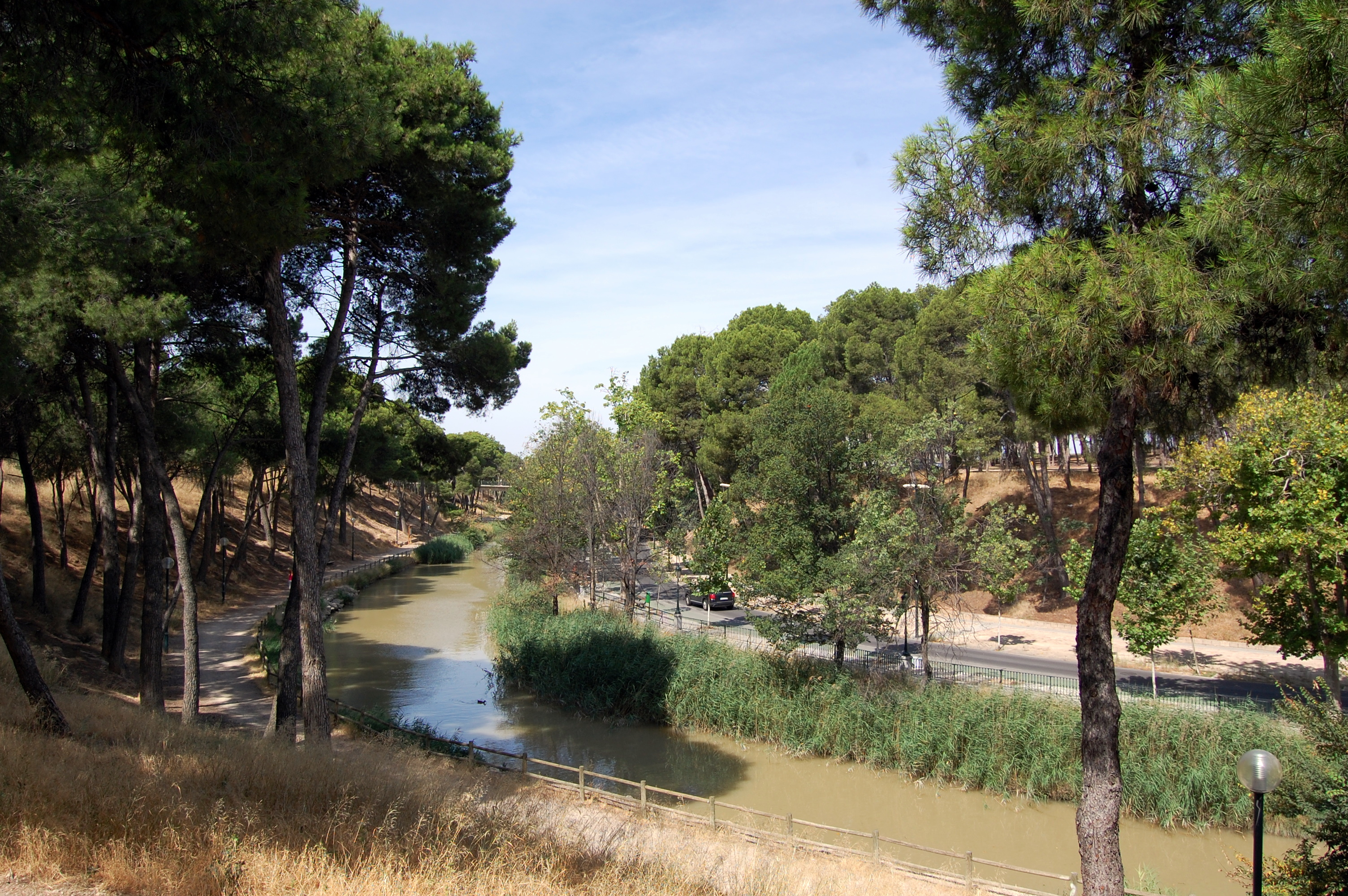
Canal Imperial de Aragón (Pinares de Venecia de Zaragoza).

### Construcción
El Canal Imperial de Aragón fue una obra hidráulica de primer orden en su tiempo. El emperador Carlos I impulsó su creación y Juan Cabrero, arcediano de Zaragoza, dio 2000 ducados para empezar su construcción, desde Gallur, en mayo de 1528. En 1771 el Consejo de Castilla, presidido por el conde de Aranda, creaba el cargo de protector con poderes para hacer toda clase de reformas necesarias para la consecución de la empresa, designando para ocuparlo a su cuñado Ramón Pignatelli. A partir de 1776 se reanudan las obras con nuevo ritmo y aprobándose un nuevo plan de construcción. Tenía tres objetivos: suministro de riego, fuente de energía y vía de comunicación.

Construyó materialmente el cauce y la obra civil (1776-1790) venciendo obstáculos de todo tipo como el azud de El Bocal, el gran acueducto del Jalón, el cauce hasta Zaragoza, multitud de puentes y almenaras, las esclusas y molino de Casablanca, el Ojo del Canal, el acueducto del Barranco de la Muerte, las esclusas de Valdegurriana y otro juego de esclusas más para la navegación aguas abajo. También construyó las dependencias de la institución en Zaragoza, en la conocida como Casa del Canal.

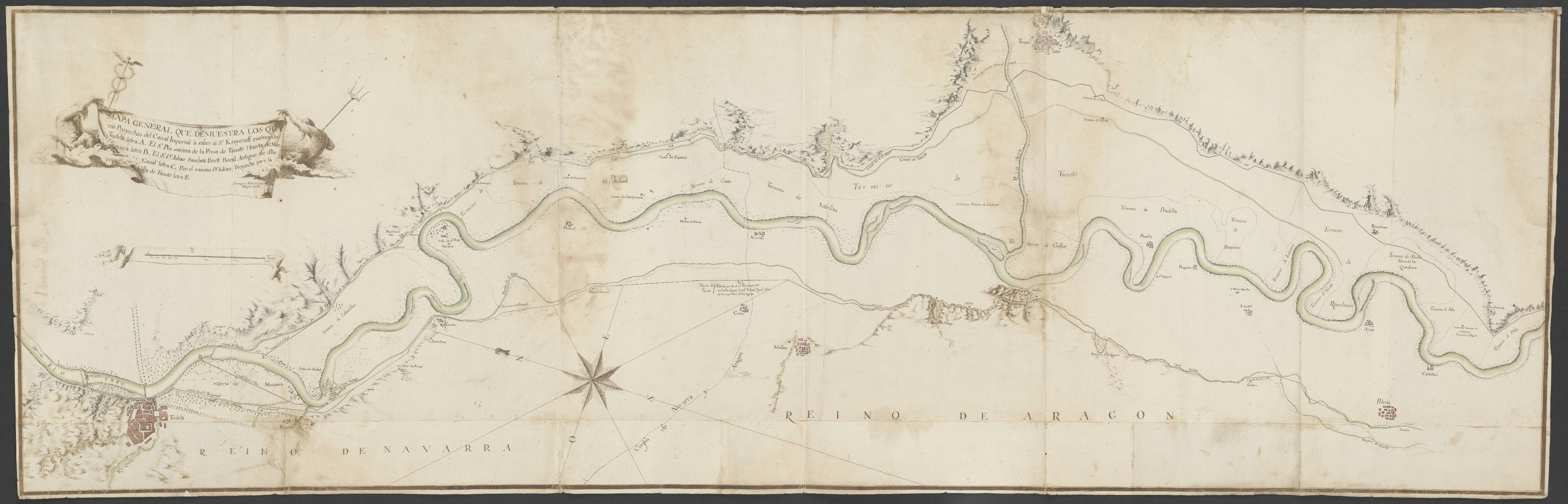
Canal Imperial de Aragón 1776 Gregorio Sevilla
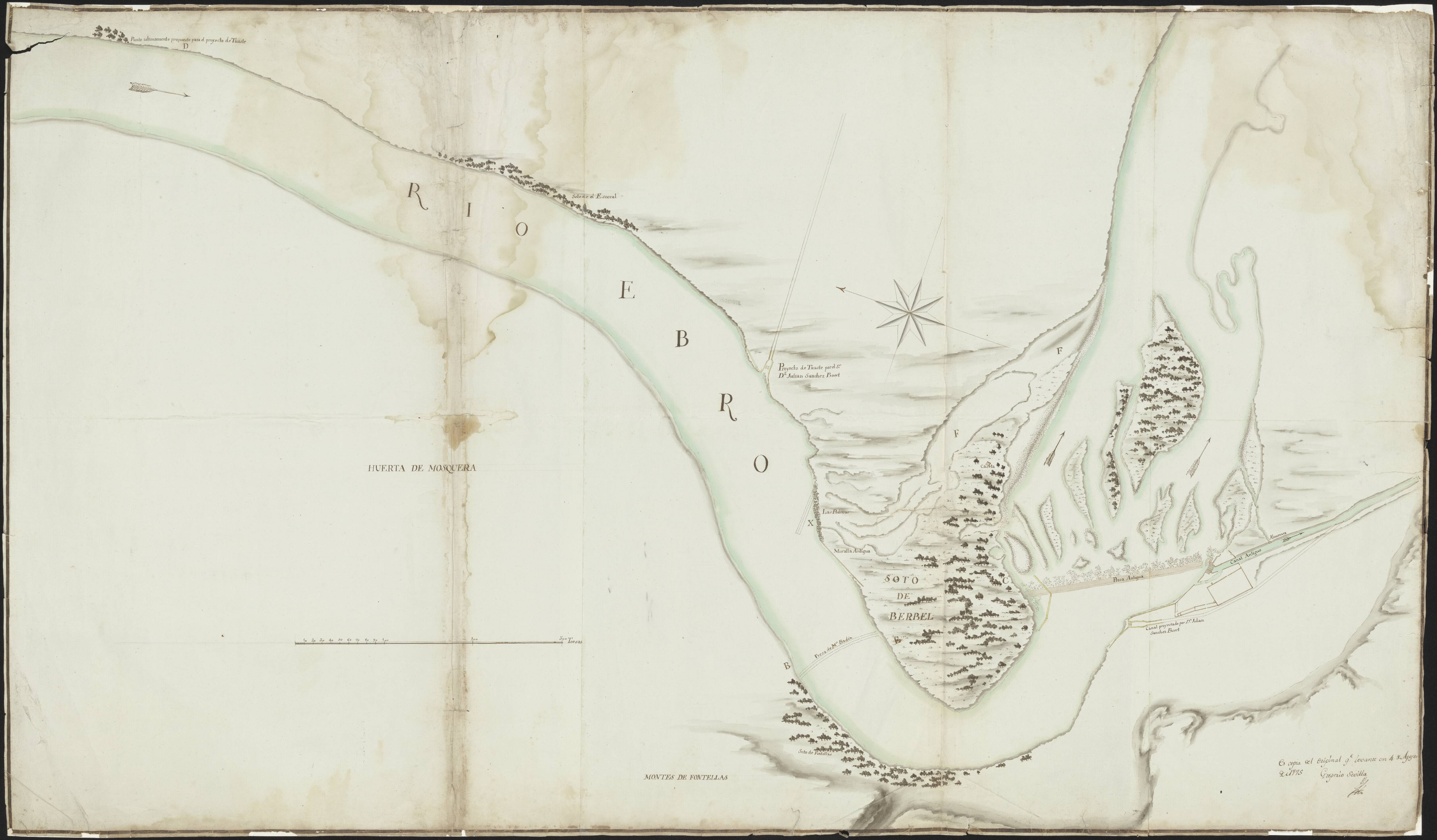
Canal Imperial de Aragón 1775 Gregorio Sevilla
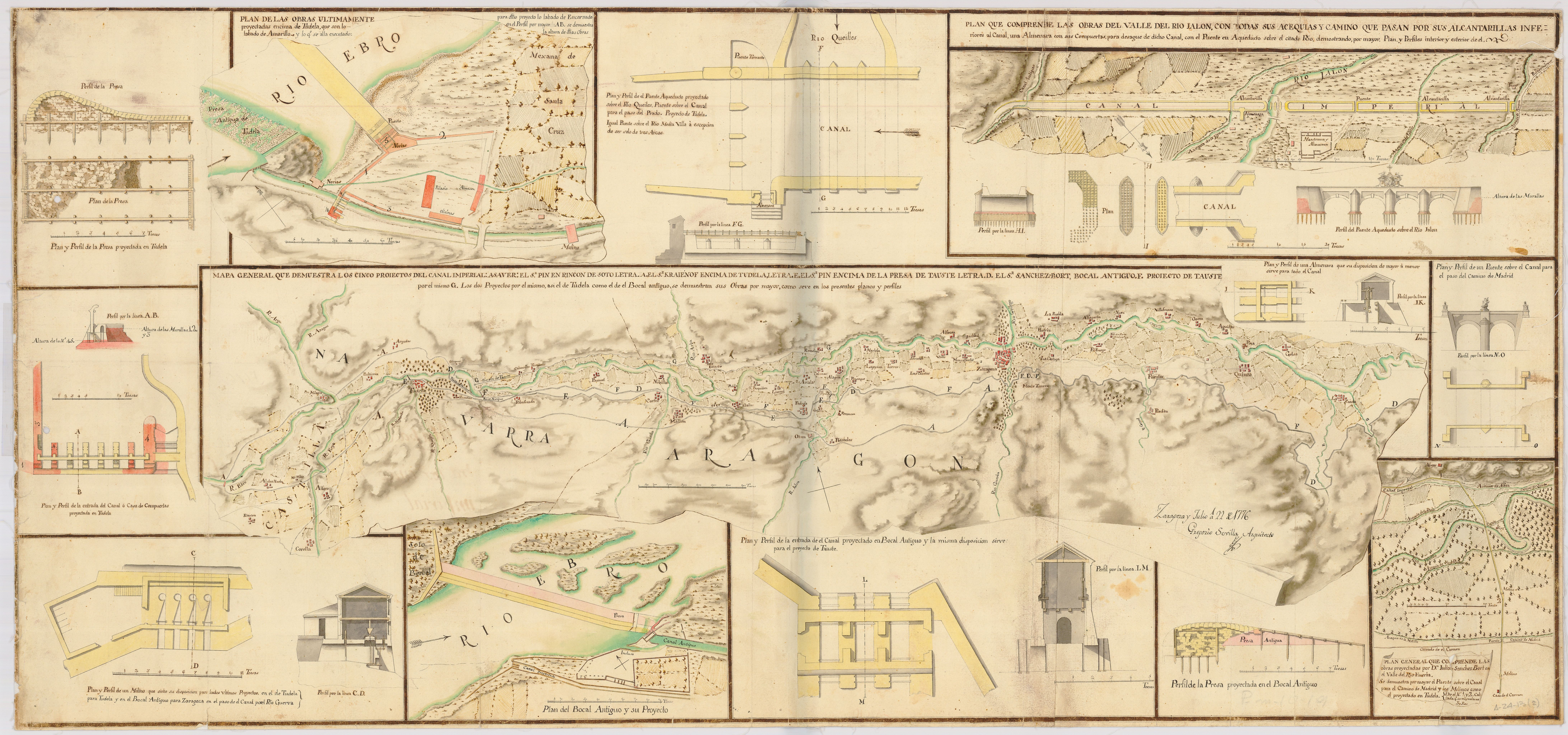
Mapa General que demuestra los cinco Proyectos del Canal Imperial de Aragón Gregorio Sevilla 1776
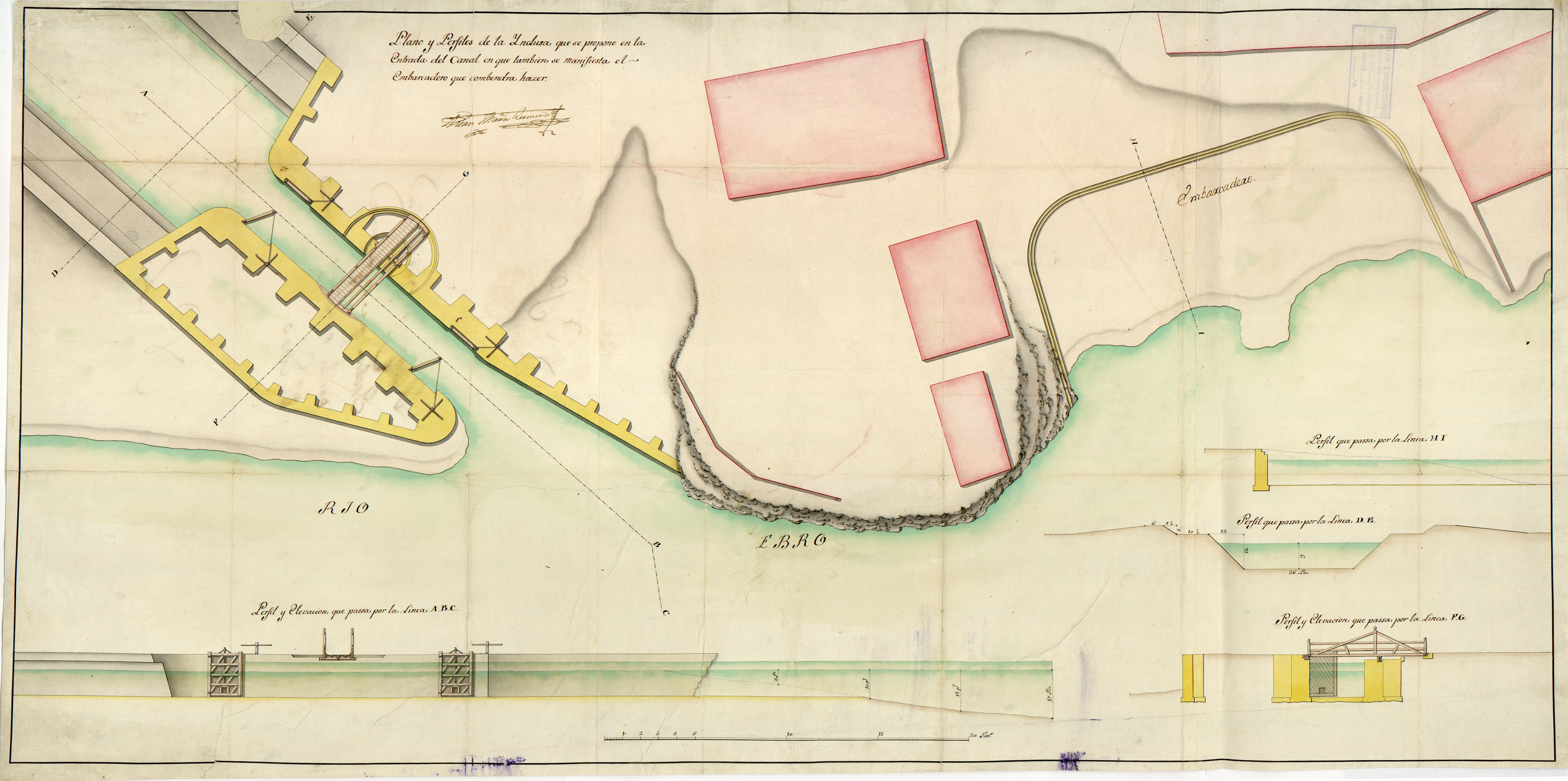
Plano y Perfiles de la Ynclusa que se propone en la entrada del Canal en que también se manifiesta el Embarcadero que combendrá hacer / Juan Martín Zermeño
Continuación de el plan general que manifiesta la ruta que puede llevar el Canal Imperial de Aragón y tierras que riega desde los reales exs. de S.M.C.  Dn. Joachin Vilanova inclusive ambos por el Director de el e yngeniero en segundo / Joachin de Villanova

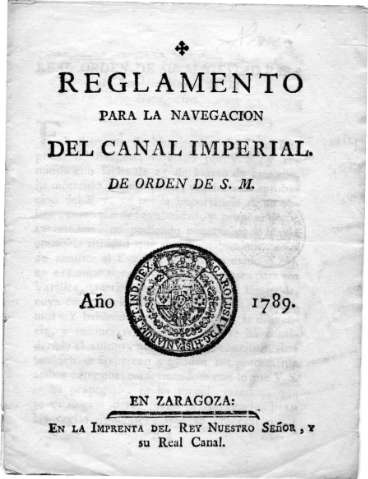
Reglamento para la navegacion del Canal Imperial de orden de S.M (1789) - España. Rey (1788-1808: Carlos IV)

Organizó la navegación por el mismo (1789) dentro de un plan de navegación integral del Ebro para comunicar los mares Cantábrico y Mediterráneo. Acondicionó e incluyó en la empresa el Canal de Tauste (1781).
El 15 de agosto de 1790 se dio por finalizado el Canal Imperial de Aragón de 110 km tras colocarse la última piedra de la presa de El Bocal, Navarra.

## Infraestructura y obras singulares

### Esclusas

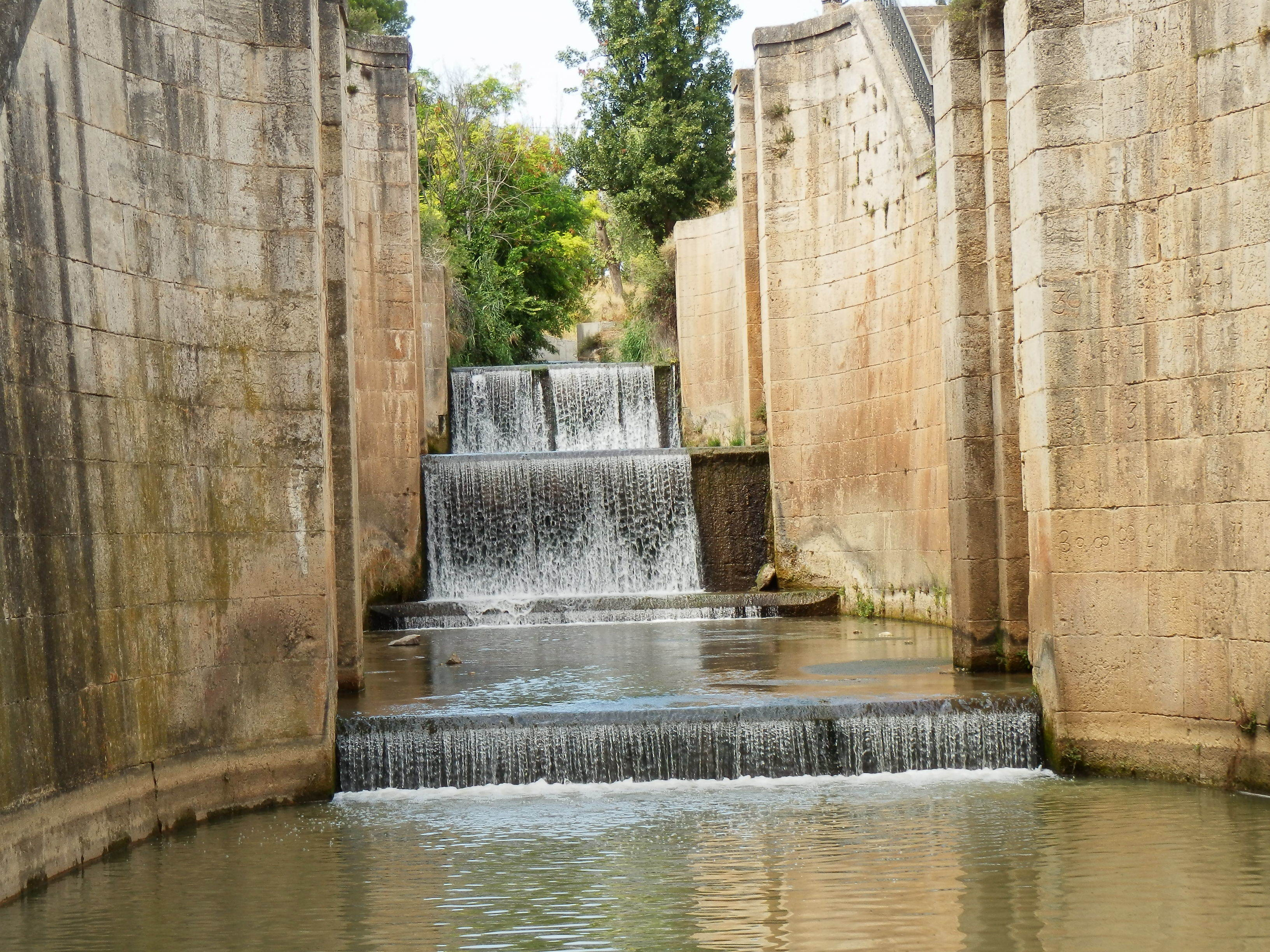
Esclusas de Valdegurriana del Canal Imperial de Aragón en Zaragoza.

Con un desnivel total de 125 metros en todo su recorrido de 110 km, la pendiente del Canal es tan sólo de 80 cm/km (un 0,08 %), lo que hace posible la navegación en ambos sentidos.
En el Canal se construyeron tres grupos de esclusas, que están en el término municipal de Zaragoza, donde el Canal tiene un desnivel de 30 metros:
- En el km 81: Esclusas de Casablanca. Regulaban el nivel del Canal antes de cruzar el río Huerva y formaban parte del puerto de Casablanca. Actualmente no están en uso.[4] Junto a ellas estaba un molino harinero con 6 muelas.[5]
- En el km 89: Esclusas de Valdegurriana. Las cuatro esclusas de Valdegurriana, al término de los montes de Torrero de Zaragoza, tienen un salto total de 13 metros. Tienen planta oval y una esmerada construcción en sillería. A la entrada de estas esclusas se encuentra la Almenara de San Bernardo que se ocupaba de las compuertas y la distribución de agua de riego.[6] Actualmente no están en uso.[4]
- En el km 91: Las tres esclusas del camino de Torrecilla tienen un salto de 9,75 metros y actualmente están en ruinas.[4]

### Fuente de los Incrédulos

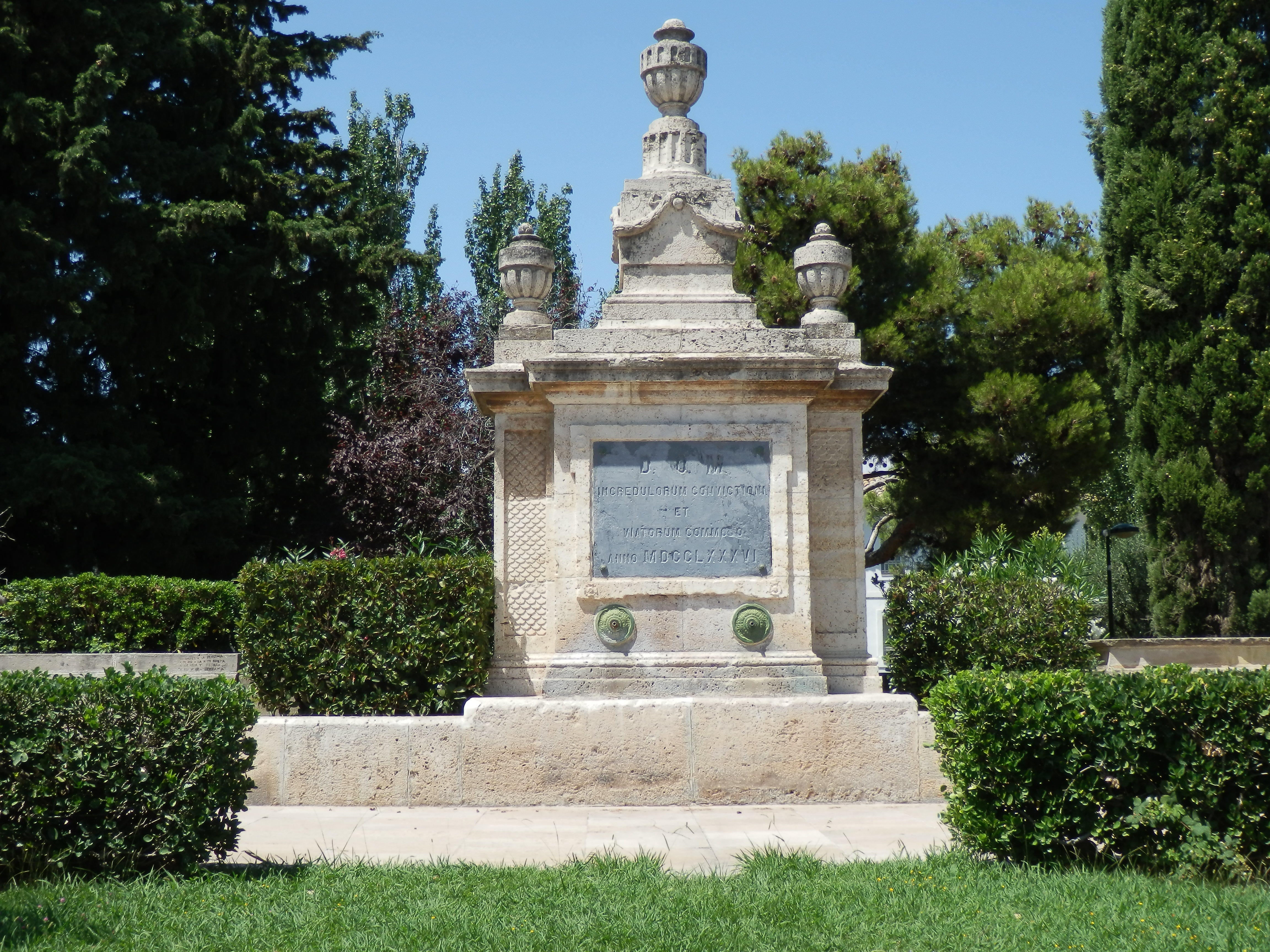
La Fuente de los Incrédulos conmemora la llegada a Zaragoza de las aguas del canal Imperial de Aragón.

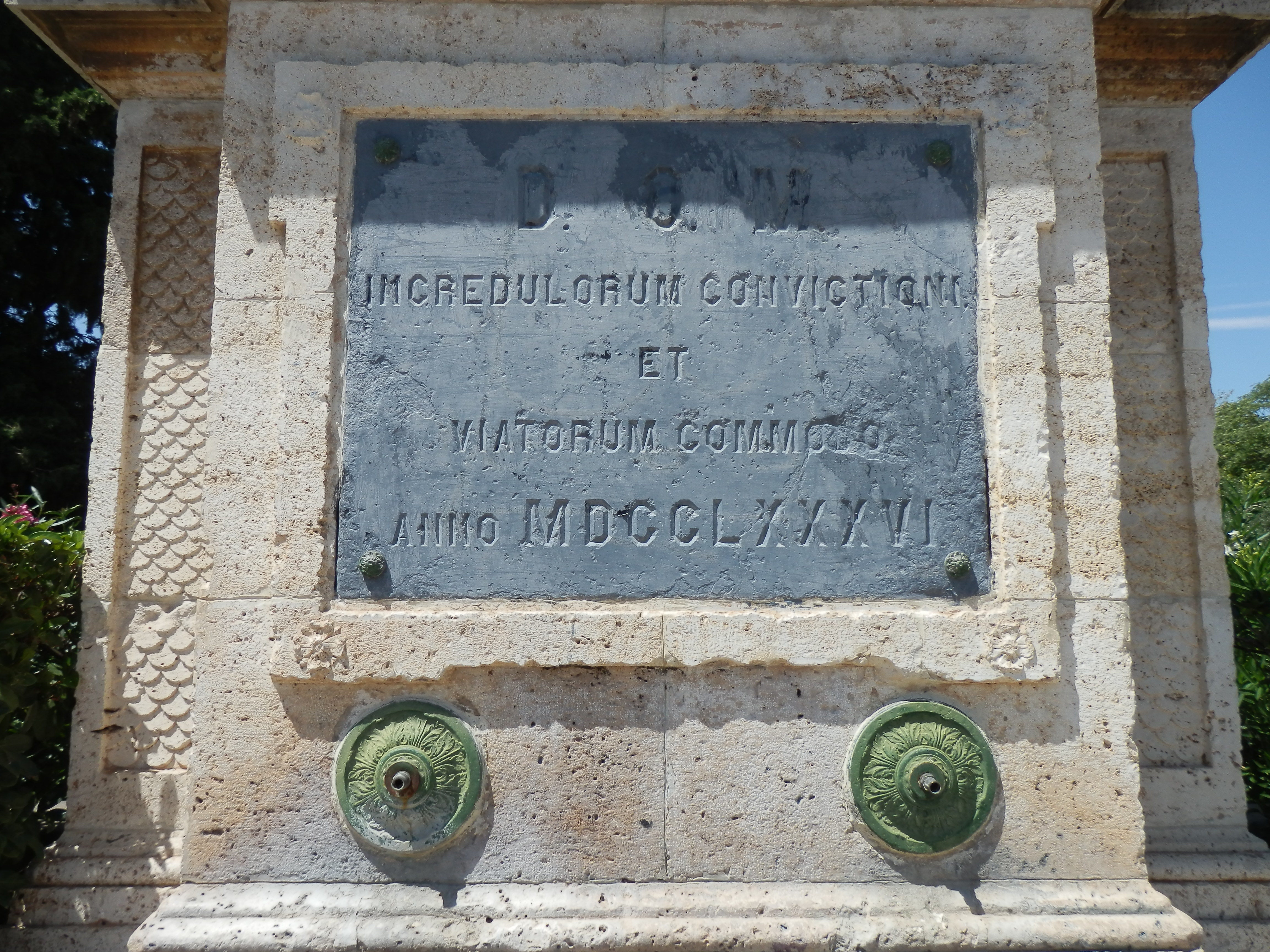
Incredulorum convictioni et viatorum commodo. Anno MDCCLXXXVI.
Para convencimiento de los incrédulos y descanso de viajeros. Año 1786.

En 1782 las obras del Canal Imperial de Aragón llegaban a Zaragoza, las aguas del Ebro cruzaban el río Jalón, se construía el puente sobre el río Huerva y las llamadas esclusas de San Carlos.
El agua llegaba a Zaragoza el 24 de junio de 1784 a través de un canal de madera y por fin el 14 de octubre de este mismo año, el artífice de la obra llegaba a Zaragoza a bordo de una barcaza, recibido por el pueblo y autoridades con alborozo.
Las obras principales duraron dos años más, de modo que el 30 de noviembre de 1786 fueron inaugurados el Puerto de Casablanca, que incluía dos esclusas para el paso de barcos y un molino de harina. Al día siguiente se inauguraba el Puerto de Torrero.
Pocos días después se instalaba la primera fuente mandada montar por Pignatelli como prueba de la llegada de las aguas a Zaragoza y de ahí su inscripción:

‘Incredulorum convictioni et viatorum commodo. Anno MDCCLXXXVI’
‘Para convencimiento de los incrédulos y descanso de viajeros. Año 1786.’

## Reforma agraria
La traída del agua a Zaragoza por el canal Imperial tuvo como consecuencia principal una reforma agraria llevada a cabo también por Pignatelli. Su incidencia social se produjo gracias a la ampliación de la extensión del riego que permitió a todos asegurar y regularizar las cosechas evitando las crisis de subsistencia o de alimentos, muy corrientes en la época. También permitió poner en cultivo y repartir tierras incultas.
Consciente de la pobreza del campesinado, ideó una gran empresa a semejanza de las emprendidas en Francia, Holanda e Inglaterra: un canal que uniera el Cantábrico con el Mediterráneo, viejo sueño aragonés, para exportar sus productos ganaderos y hortofrutícolas. De manera que, además de servir de comunicación mercantil y postal porque sería navegable, con su caudal abundante abastecería de regadío a unas tierras fértiles pero secas, que se comprarían a bajo precio por las clases menos favorecidas para las que realmente era el proyecto. Tenía un pensamiento político y social teñido de un reformismo de corte radical tendente a favorecer al labrador frente a los privilegiados. La necesidad de poner en riego todas las tierras (desde 1782) y de cambiar y percibir con efectividad la contribución por el riego (desde 1788), puntos clave de la reforma agraria emprendida, le llevaron a pleitear con nobles como el marqués de Ayerbe, el duque de Villahermosa, con el mismo cabildo al que pertenecía y la temible Casa de Ganaderos zaragozana, que era un reducto de la oligarquía ganadera. Los grandes terratenientes encontraban más rentable dejar sin cultivar ciertos terrenos y destinarlos a pasto extensivo de sus ganados.

## Navegación

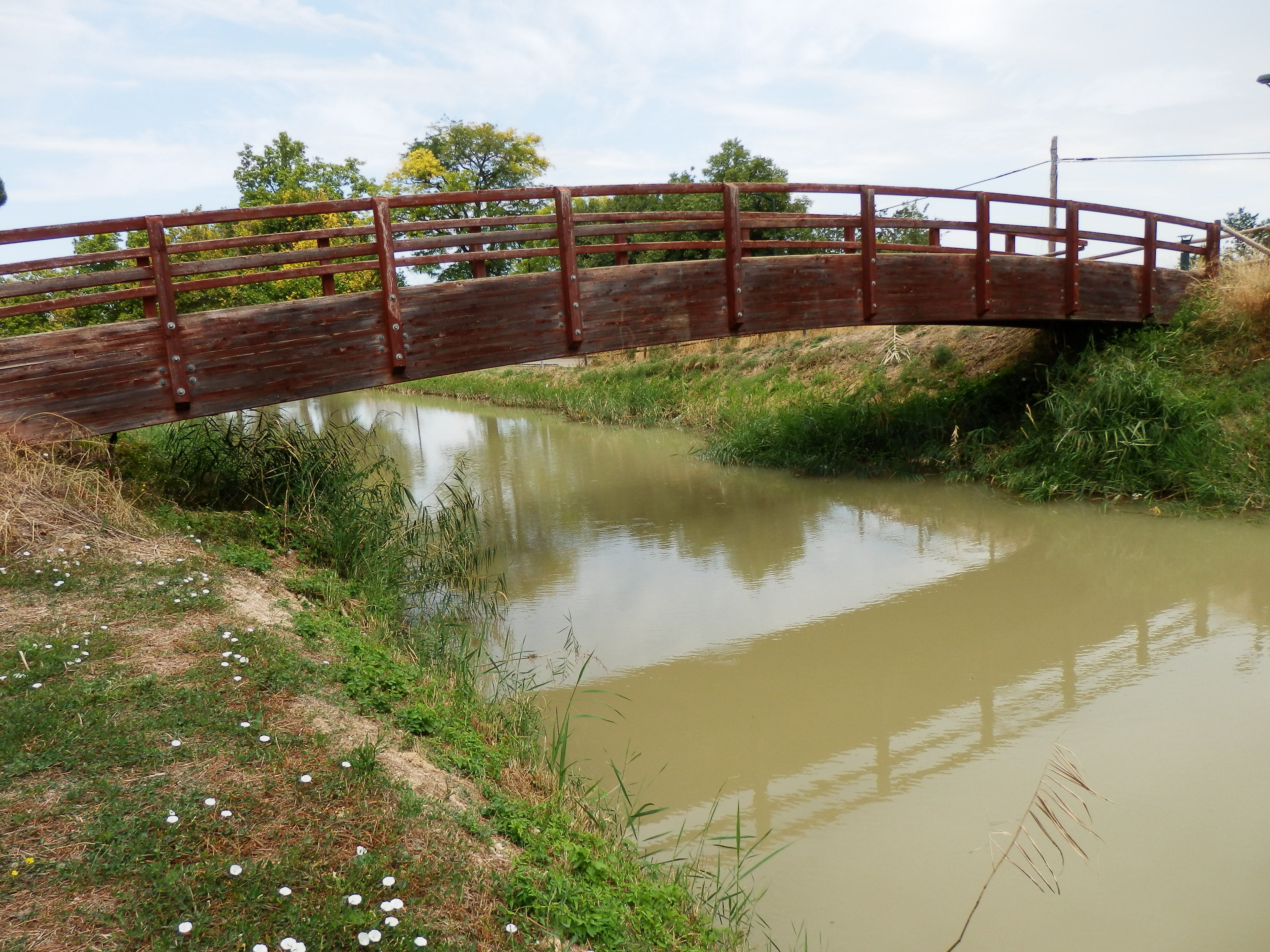
Canal Imperial de Aragón.

En cuanto a la navegación, el otro objeto del canal, nunca se cumplió plenamente ya que el cauce no se alargó más abajo de Zaragoza. En el siglo XIX se intentó prolongar el cauce hasta Tudela y construir esclusas en Zaragoza para comunicarlo con el Ebro, pero esta idea por los altos costes, no llegó a realizarse.
La navegación del canal, que ha perdurado hasta hace poco, fue establecida por Pignatelli. Comenzó a funcionar en 1789 y ofreció un servicio de transporte de mercancías y viajeros.
En 1833 J. Palacios escribió:

En las 16 leguas que tiene el Canal en el día navegables desde el Bocal a Zaragoza, no deja de tener el público un interés conocido, pues transporta por el agua todos sus géneros y frutos de cualquier clase que sean, para lo que hay prevenidos barcos de transporte muy bien acondicionados, y cuyo flete es sumamente barato y cómodo. Lo mismo sucede con el transporte de las personas, para las que hay otra clase de barcos, cubiertos y en figura de coches o tartanas, con asientos en ambos costados, los que ofrecen toda la comodidad posible. Tres barcos de estos suben y bajan todas las semanas desde Zaragoza al Bocal, siendo los dos de estos las diligencias que se han establecido desde el año próximo pasado, los cuales hacen el viaje en un día, tanto a la ida como a la vuelta, y en algunas temporadas del año van llenos de gente, no siendo en otras tanta la concurrencia de los viajeros, los que de todos modos se hallan muy complacidos en tener un viaje tan pronto y cómodo por agua, siéndo así que haciéndolo por tierra les es mucho más penoso, largo e incómodo.

La existencia de aduana entre Navarra y Aragón dificultó el tráfico interregional de mercancías; no obstante, el canal cumplió con efectividad su mermado papel de vía de comunicación comarcal. El tráfico alcanzó un cierto volumen en los últimos años del siglo XVIII pero quedó cortado a causa de la guerra de la Independencia. A mediados del siglo XIX ya se había recuperado, pero el establecimiento en 1861 del nuevo ferrocarril Zaragoza-Alsasua, con un recorrido paralelo al del canal, hundió el tráfico. La construcción de otras líneas de ferrocarril hizo perder fuerza a las ideas de prolongar el canal y hacer navegable el Ebro; no obstante, ninguna de las dos desapareció.

## Mapa

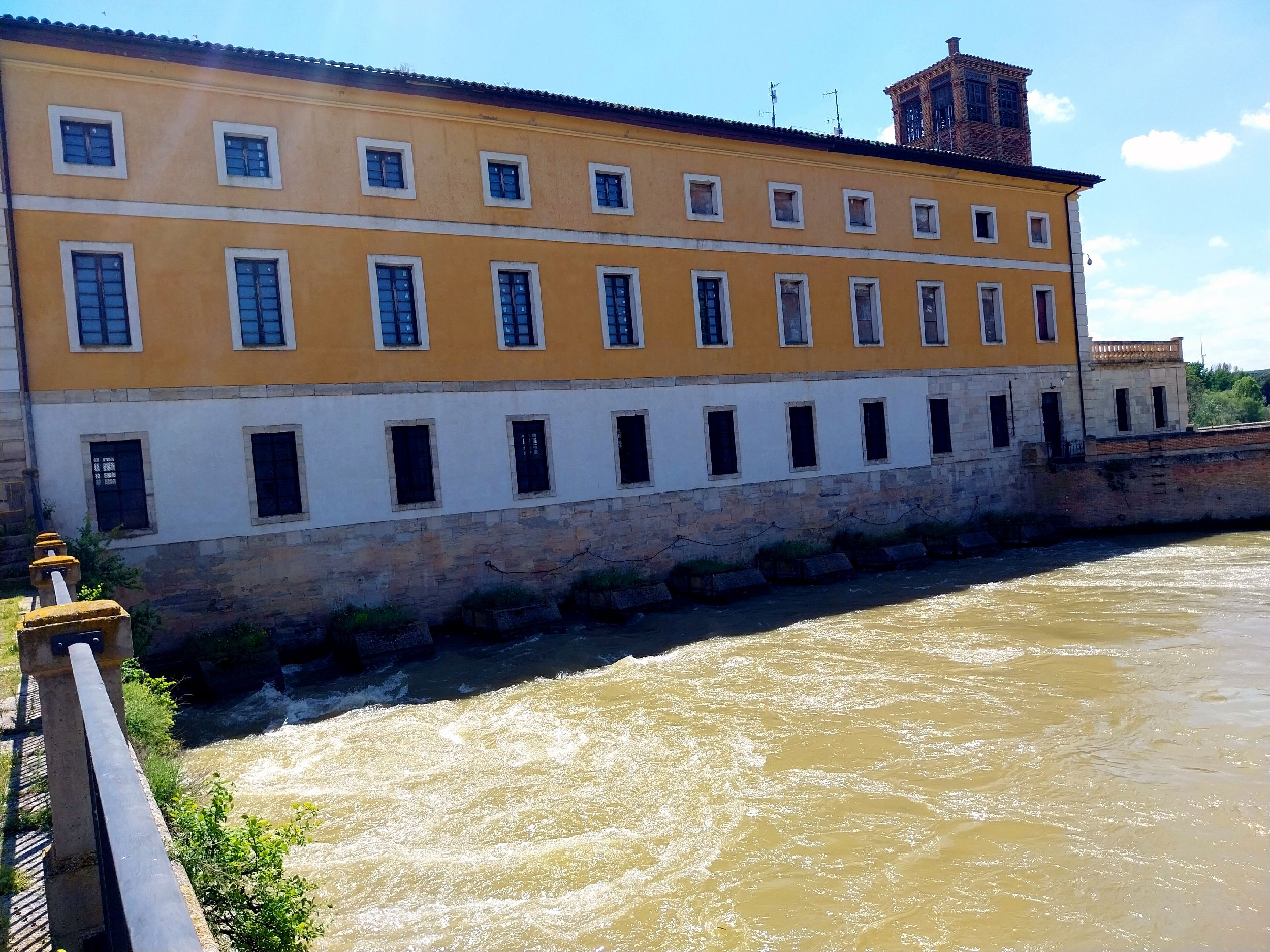
Casa de Compuertas de El Bocal, en Fontellas, Navarra, punto de arranque del Canal Imperial de Aragón

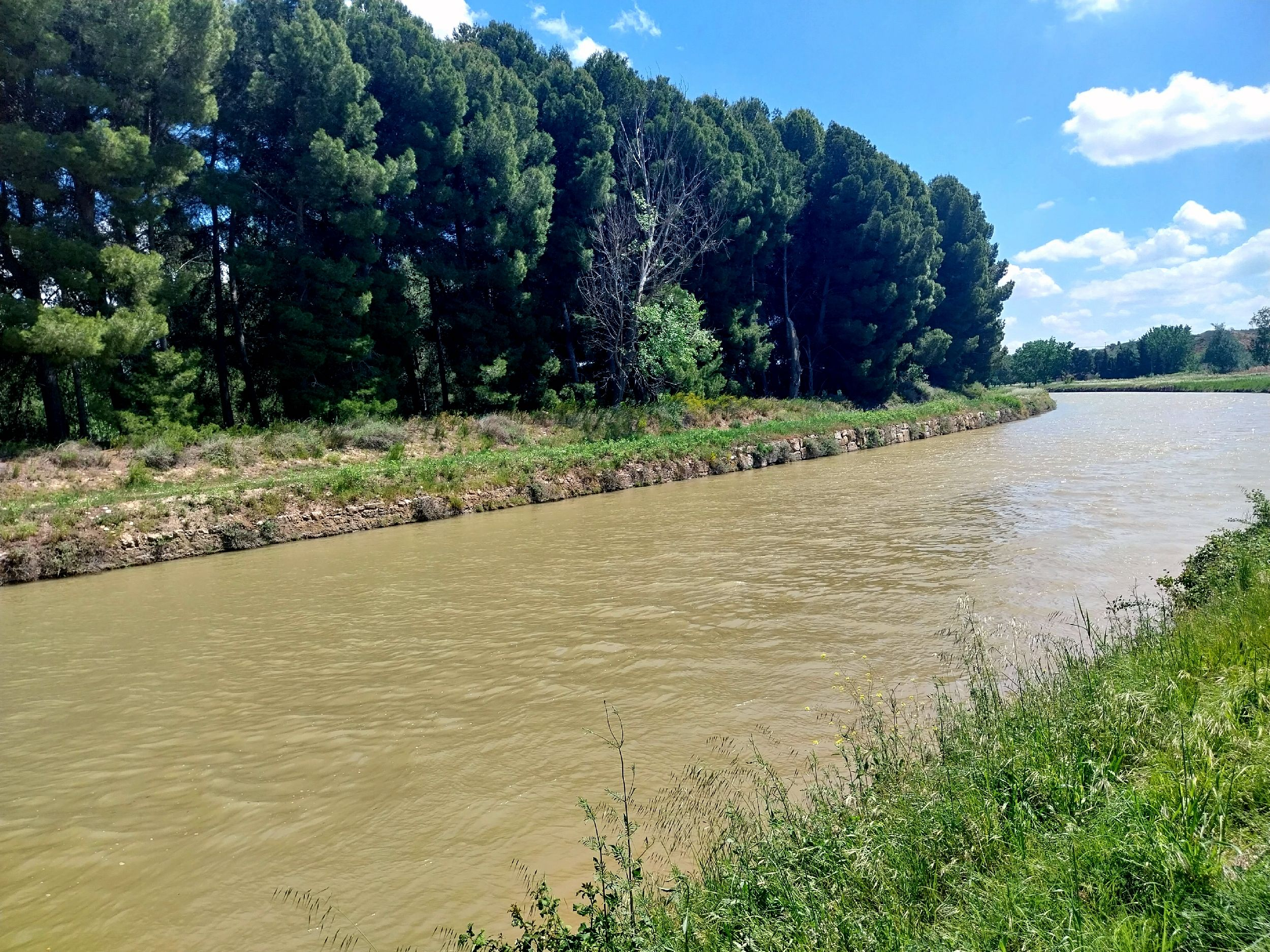
Arranque del Canal Imperial de Aragón en El Bocal, Fontellas, Navarra

El Canal Imperial de Aragón discurre por 110 km entre Fontellas (Navarra) y Fuentes de Ebro (Zaragoza).
| Recorrido del Canal Imperial de Aragón |
| --- |
| Tudela Fontellas Ribaforada Buñuel Cortes NAVARRA ZARAGOZA Mallén Novillas Arba Gallur Boquiñeni Luceni Pedrola Grisén Alagón Ebro Pinseque Garrapinillos Canal Imperial Zaragoza Huerva Gállego Esclusas de Valdegurriana El Burgo de Ebro Fuentes de Ebro |

## Situación actual

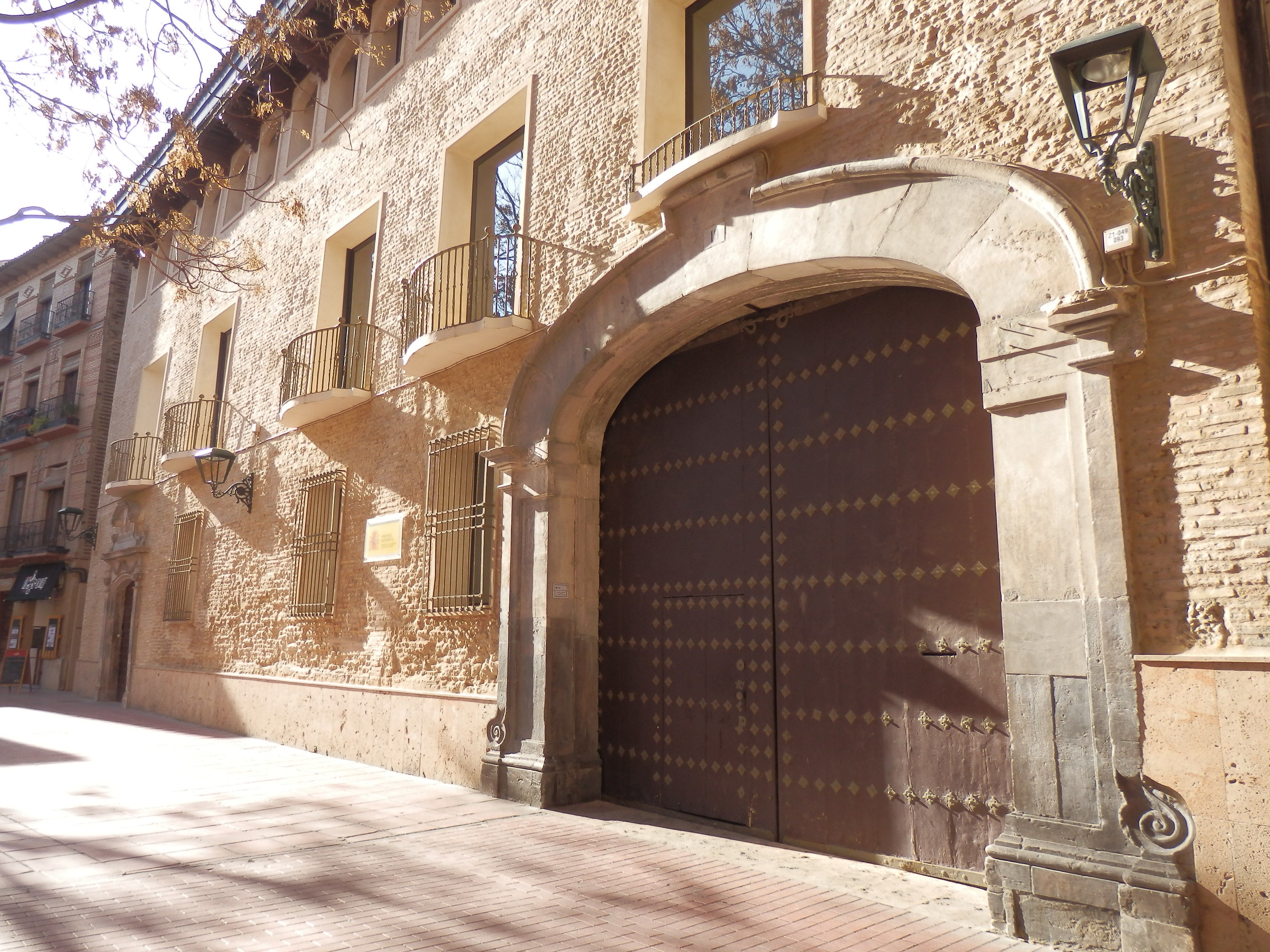
Casa del Canal o de los Tarín.

Desde 1818 las oficinas estuvieron ubicadas en la llamada Casa del Canal, en la zaragozana plaza de Santa Cruz.
Actualmente las oficinas de la Comunidad General de Usuarios del Canal Imperial de Aragón se ubican en el número 1 de la avenida de América de Zaragoza, El edificio contiene el archivo y la biblioteca de la institución, con interesantes fondos del siglo XVIII.
El riego del canal se divide en tres zonas compuestas por las comunidades que siguen:
- Zona alta: Soto de la Noria del marqués de Fontellas, Ribaforada, Buñuel, Cortes de Navarra, Mallén-Novillas, y Gallur.
- Zona media: Boquiñeni, Luceni, Pedrola, Alcalá de Ebro, Cabañas de Ebro, Figueruelas, Acequia de Cascajo en Grisén, Jalón de Alagón, Garfilán de Torres de Berrellén, Castellar de Torres de Berrellén, Madrid-Centén, término de Almozara, Centén de Utebo, y Pinseque, Alagón y Peramán.
- Zona baja: Garrapinillos, Miralbueno, Miraflores y El Burgo de Ebro.

El canal es gestionado en la actualidad por la Confederación Hidrográfica del Ebro, que a su vez es un organismo autónomo del Ministerio de Agricultura, Pesca, Alimentación y Medio Ambiente.

## Galería

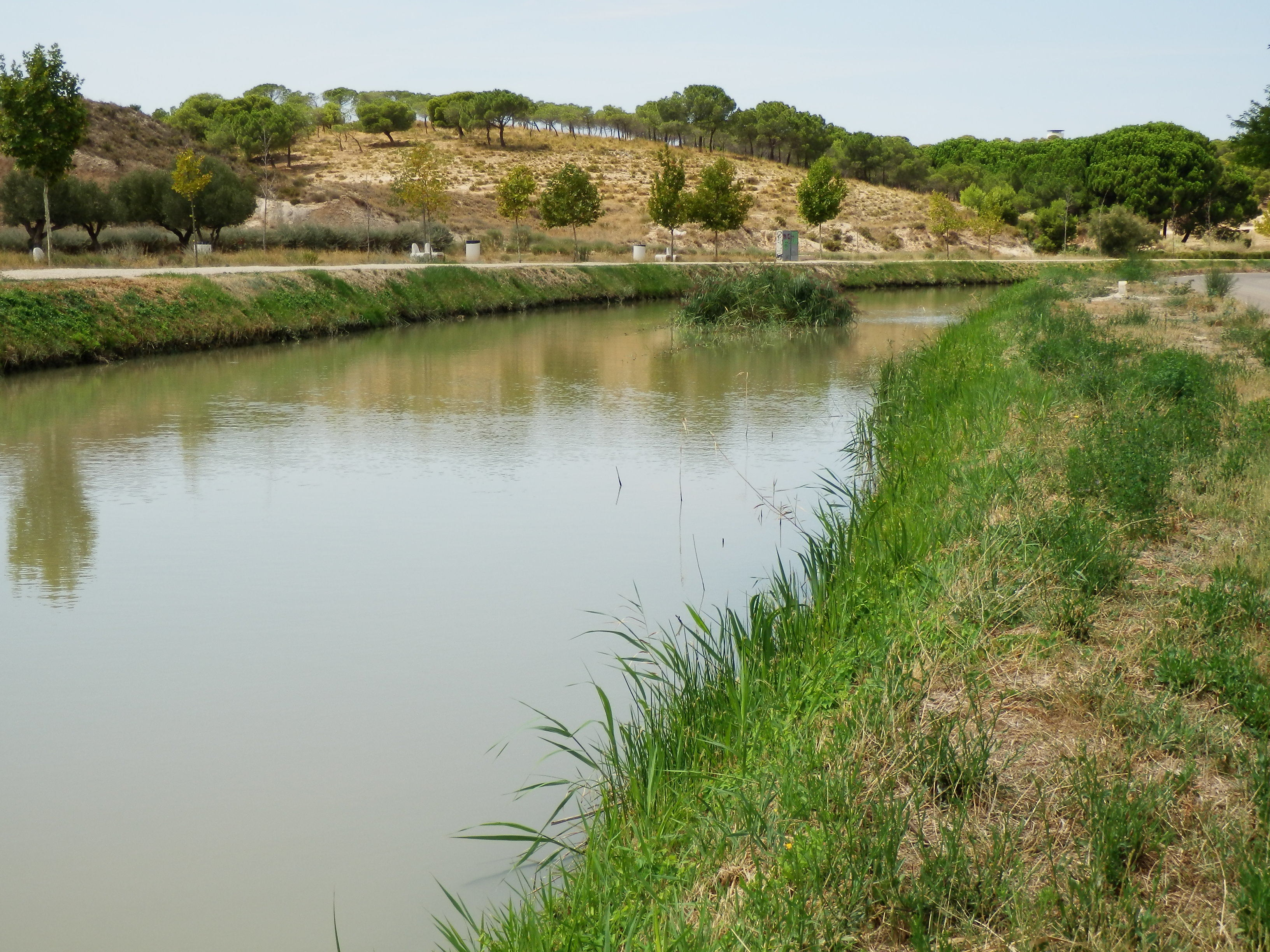
Canal en Zaragoza
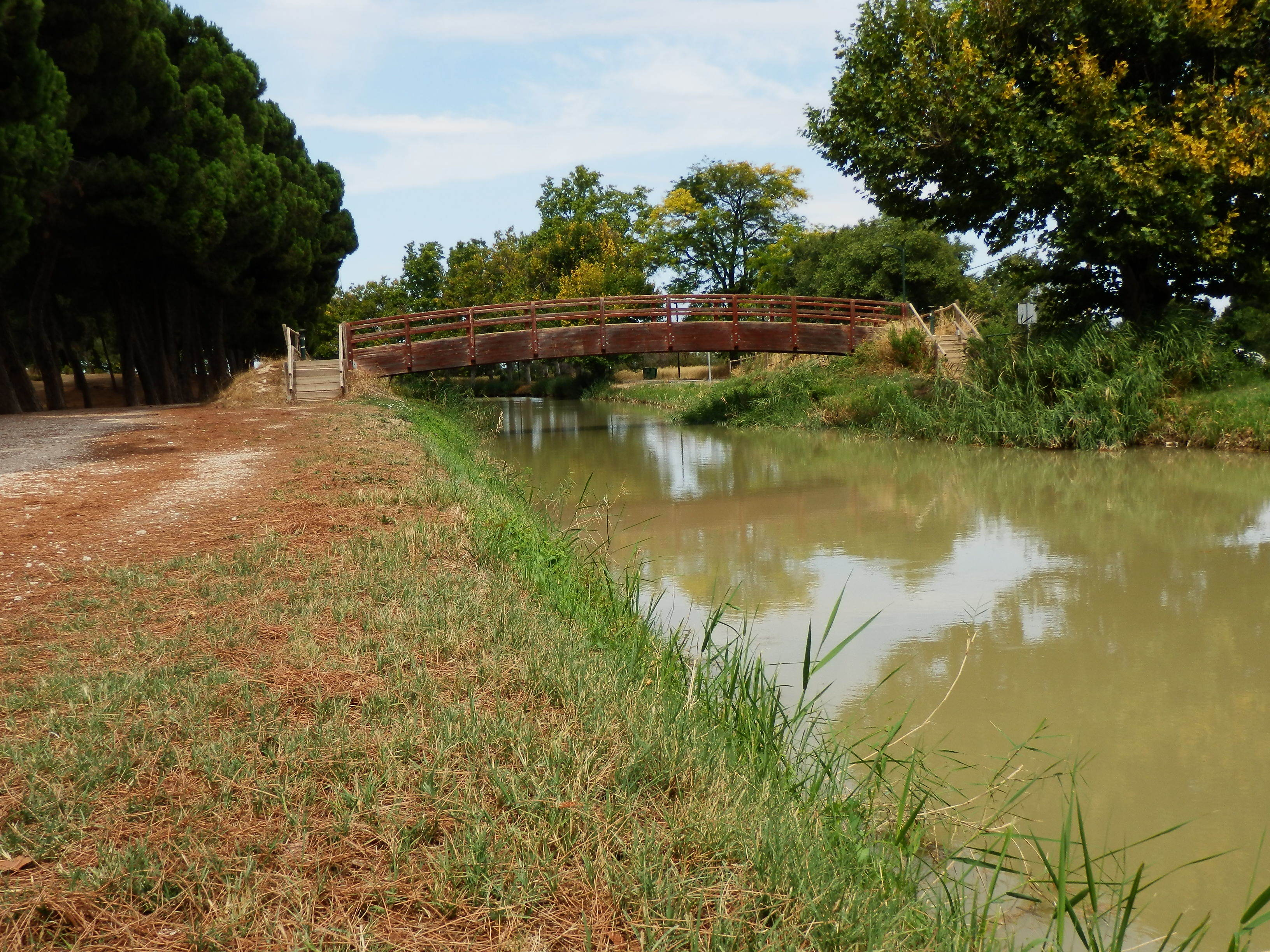
Canal en Zaragoza
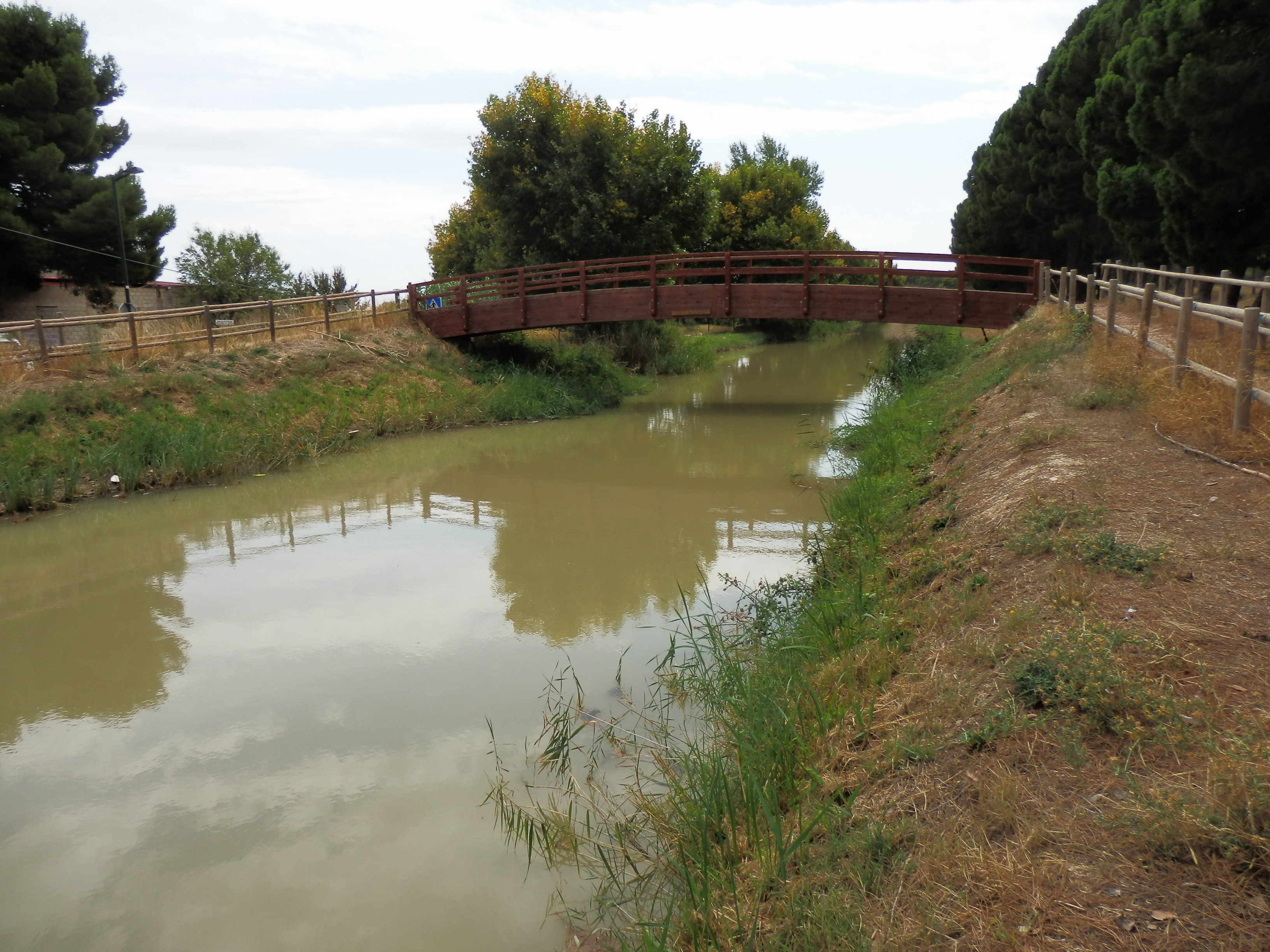
Canal en Zaragoza
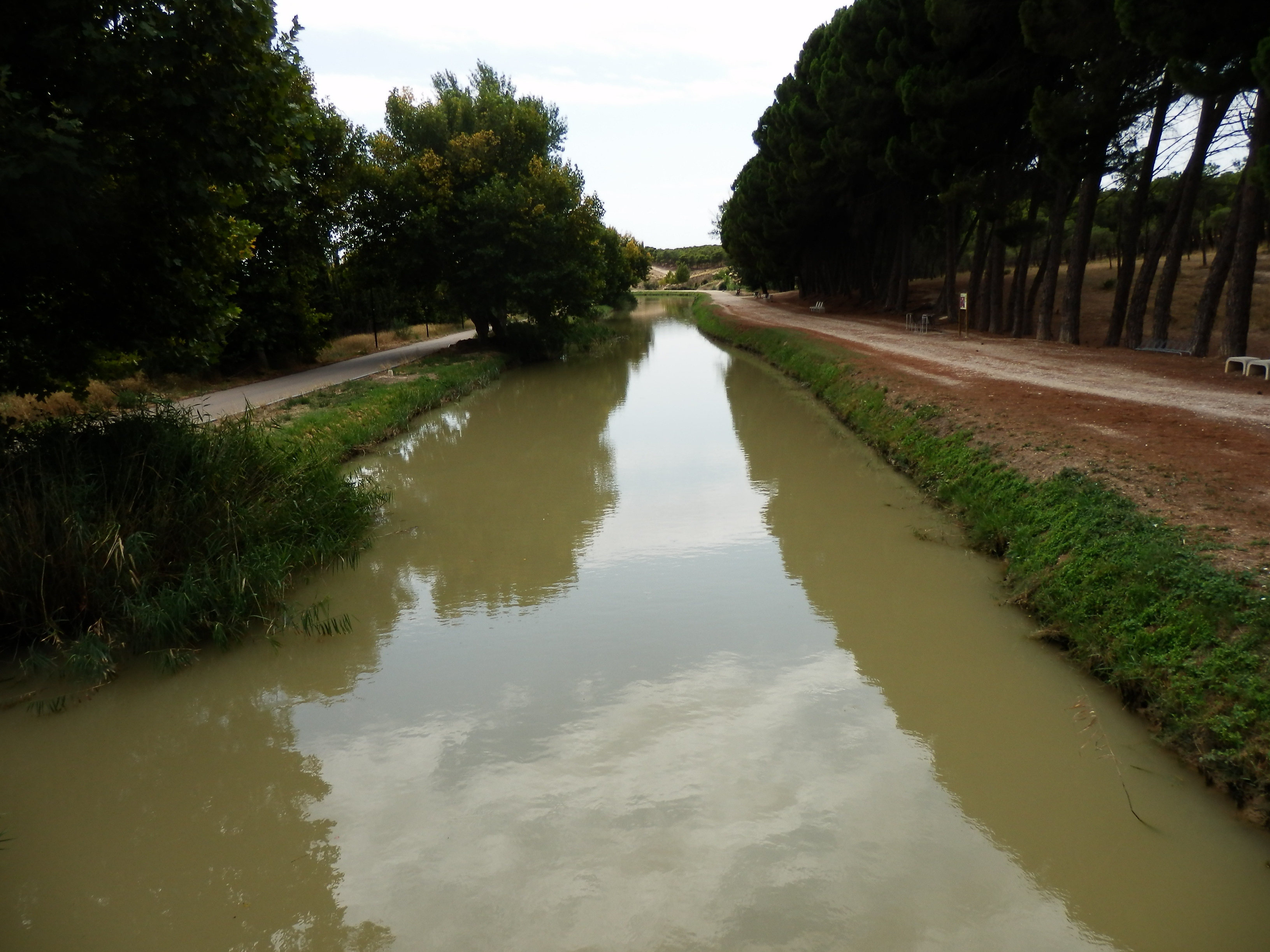
Canal en Zaragoza
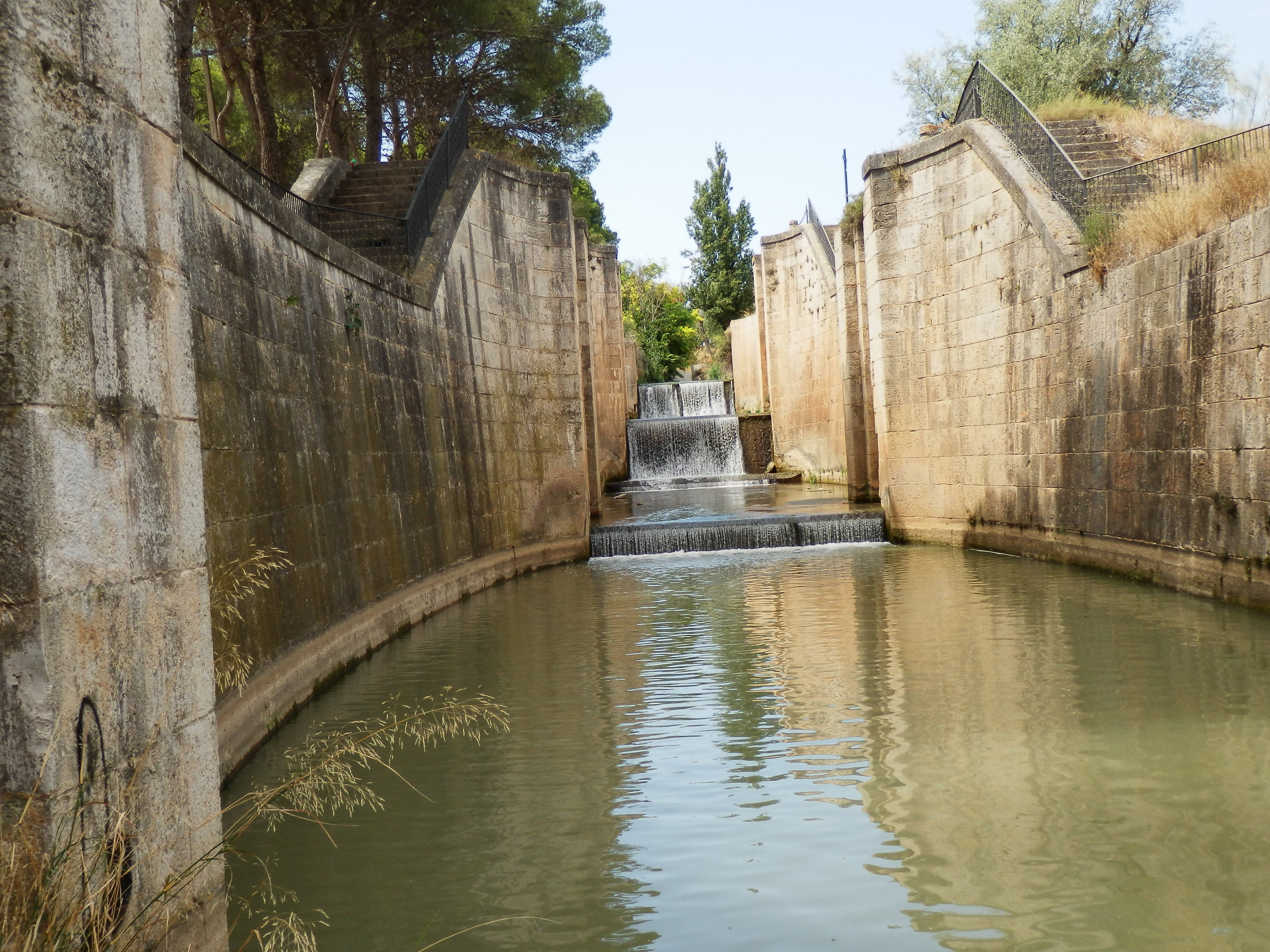
Esclusas de Valdegurriana
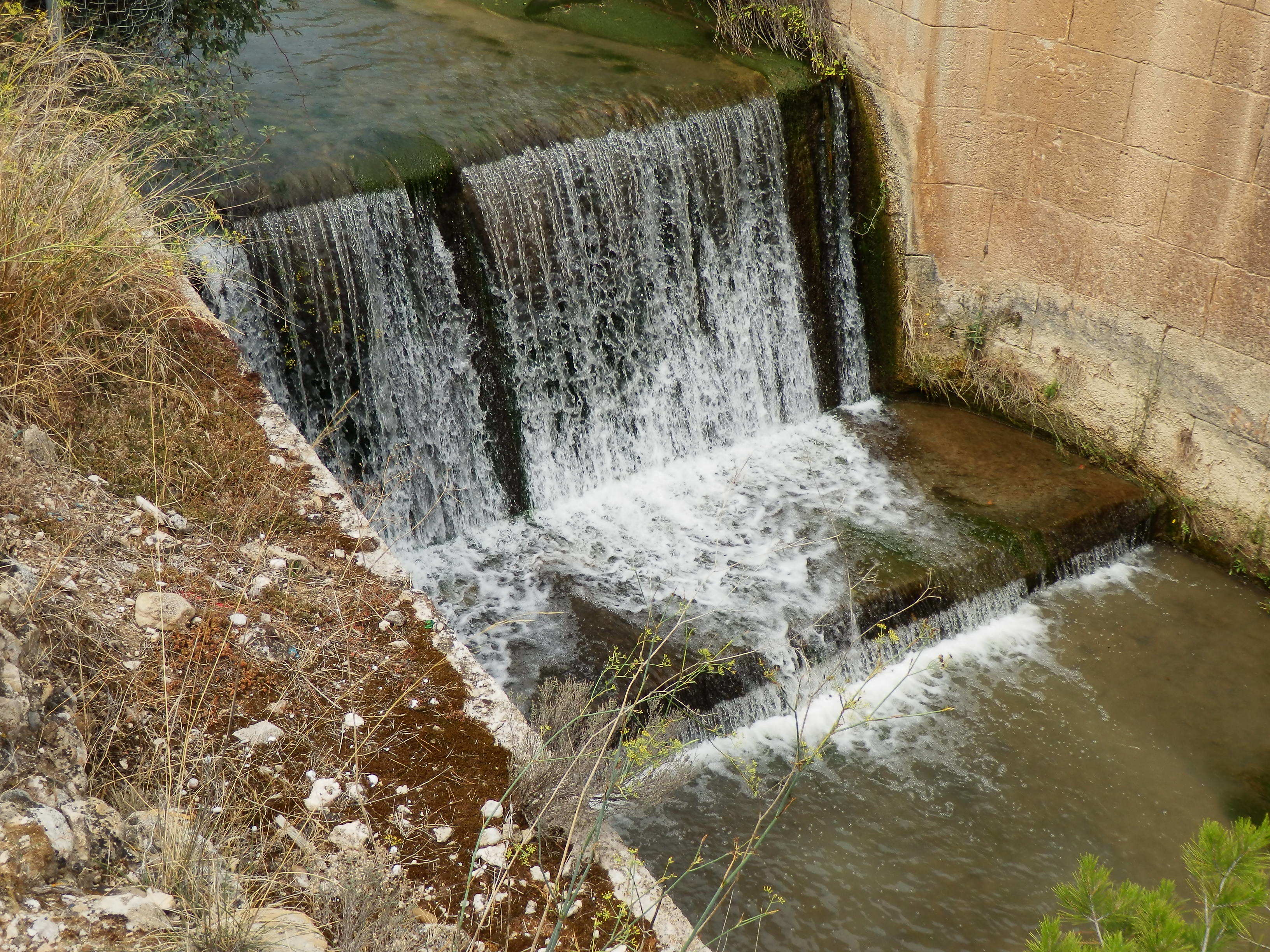
Esclusas de Valdegurriana
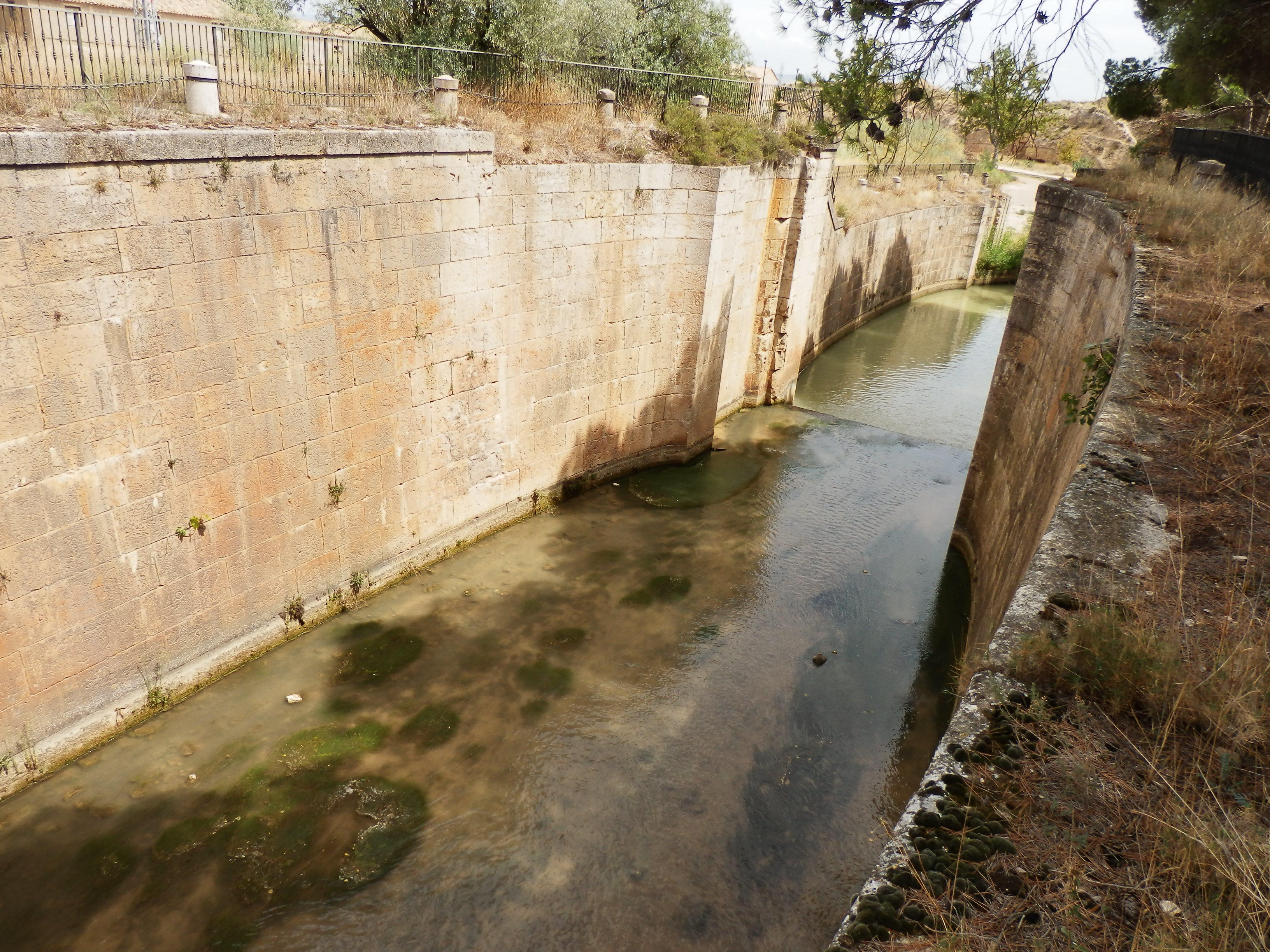
Esclusas de Valdegurriana
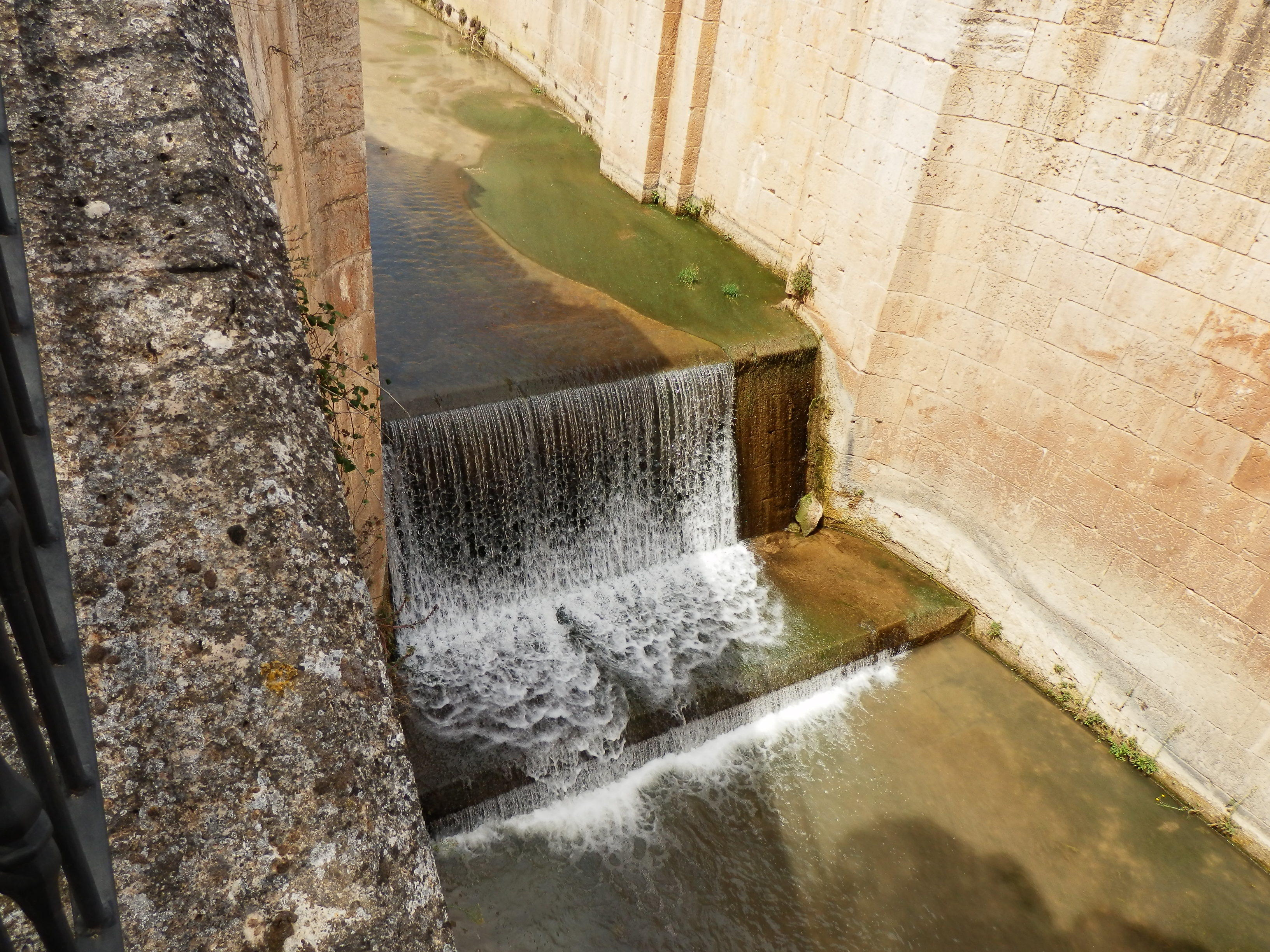
Esclusas de Valdegurriana
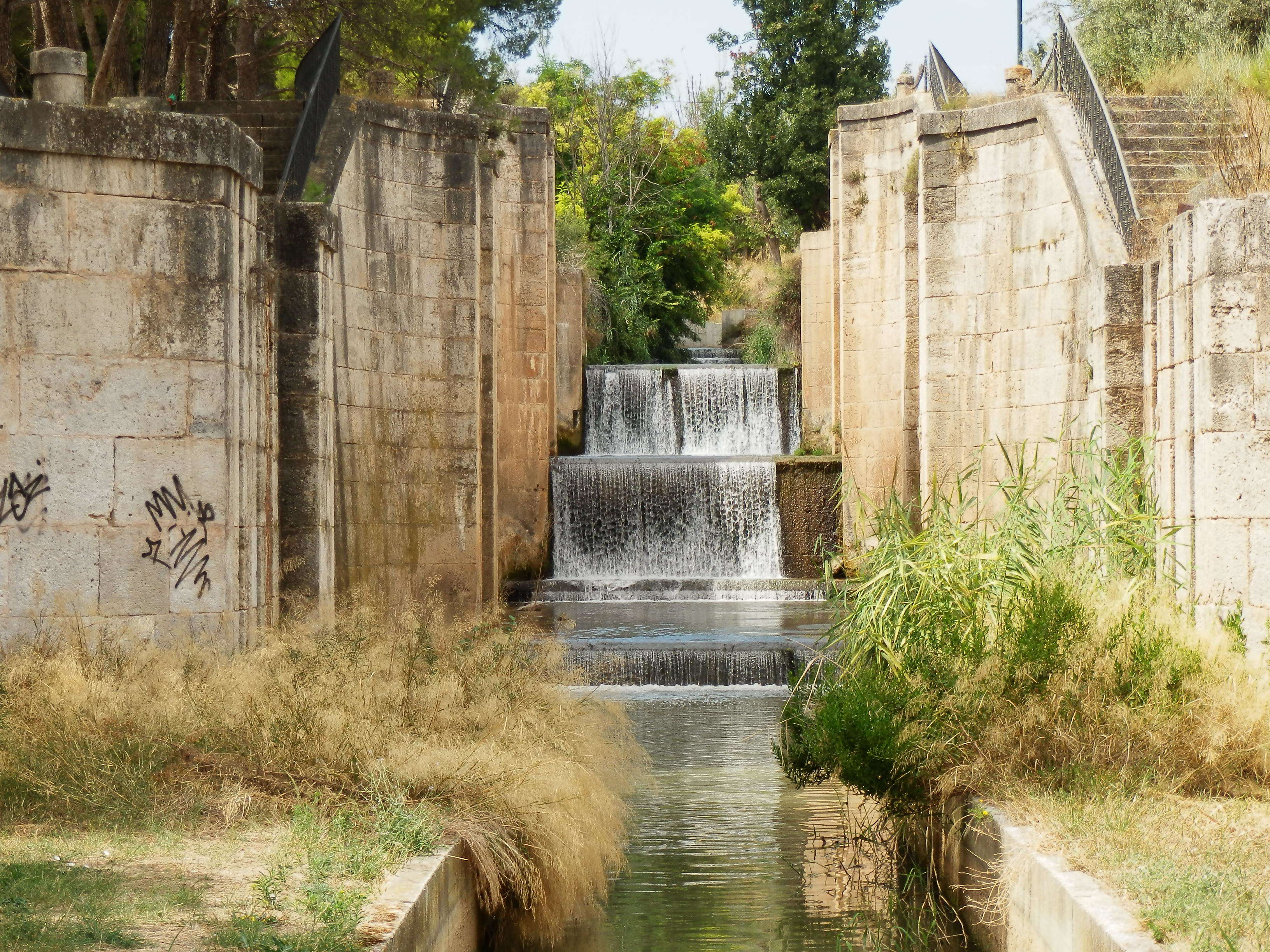
Esclusas de Valdegurriana
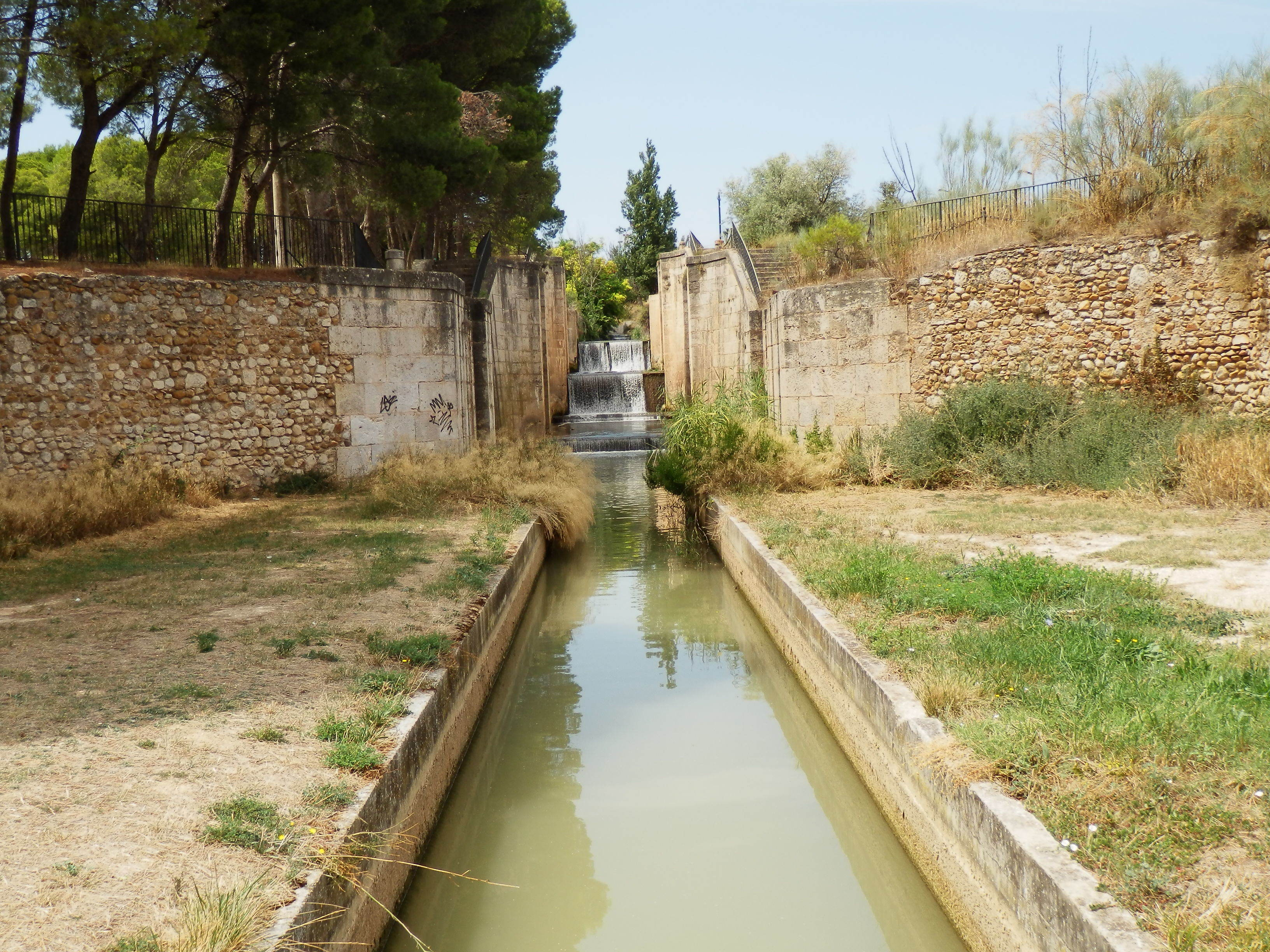
Esclusas de Valdegurriana
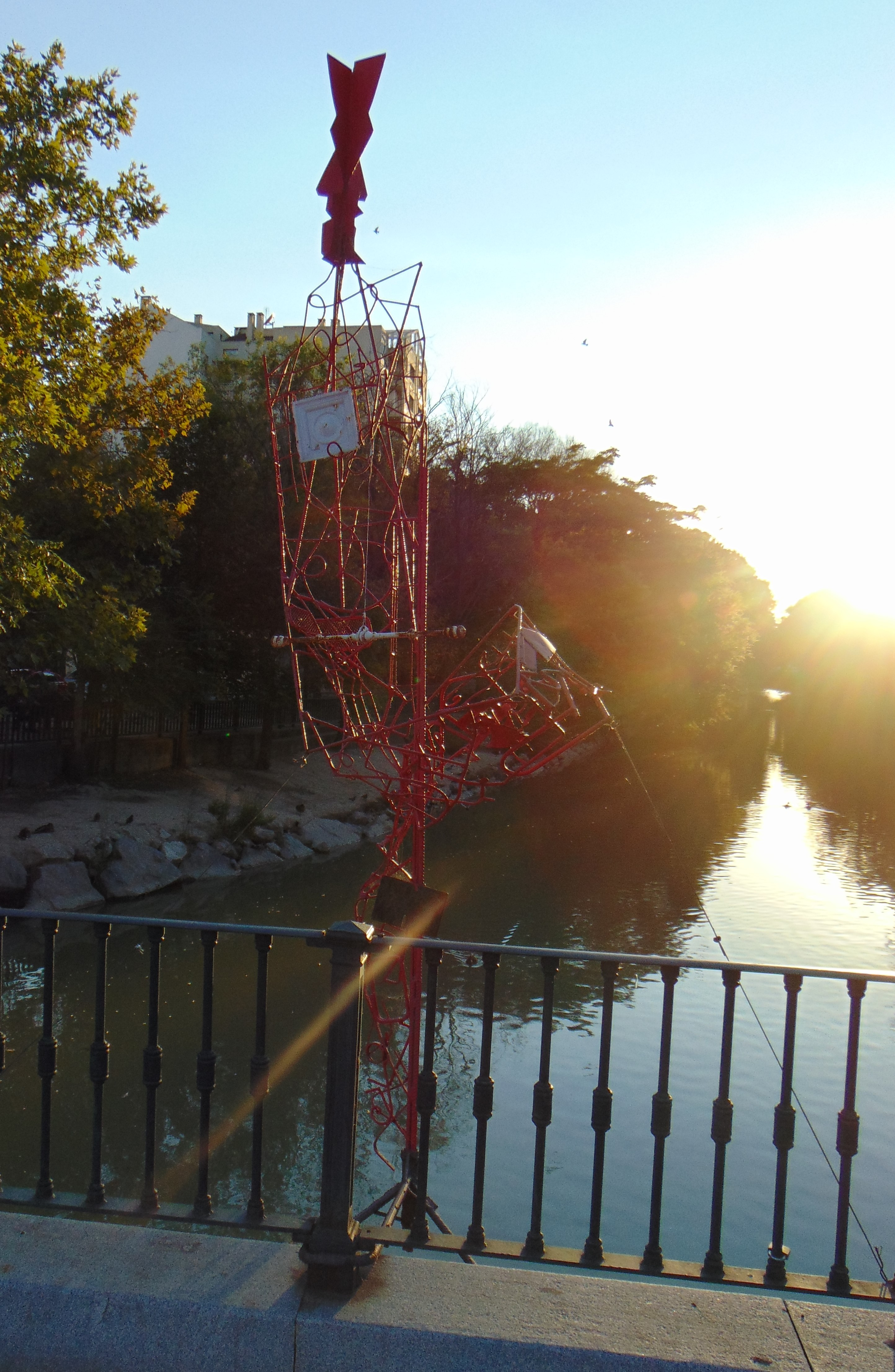
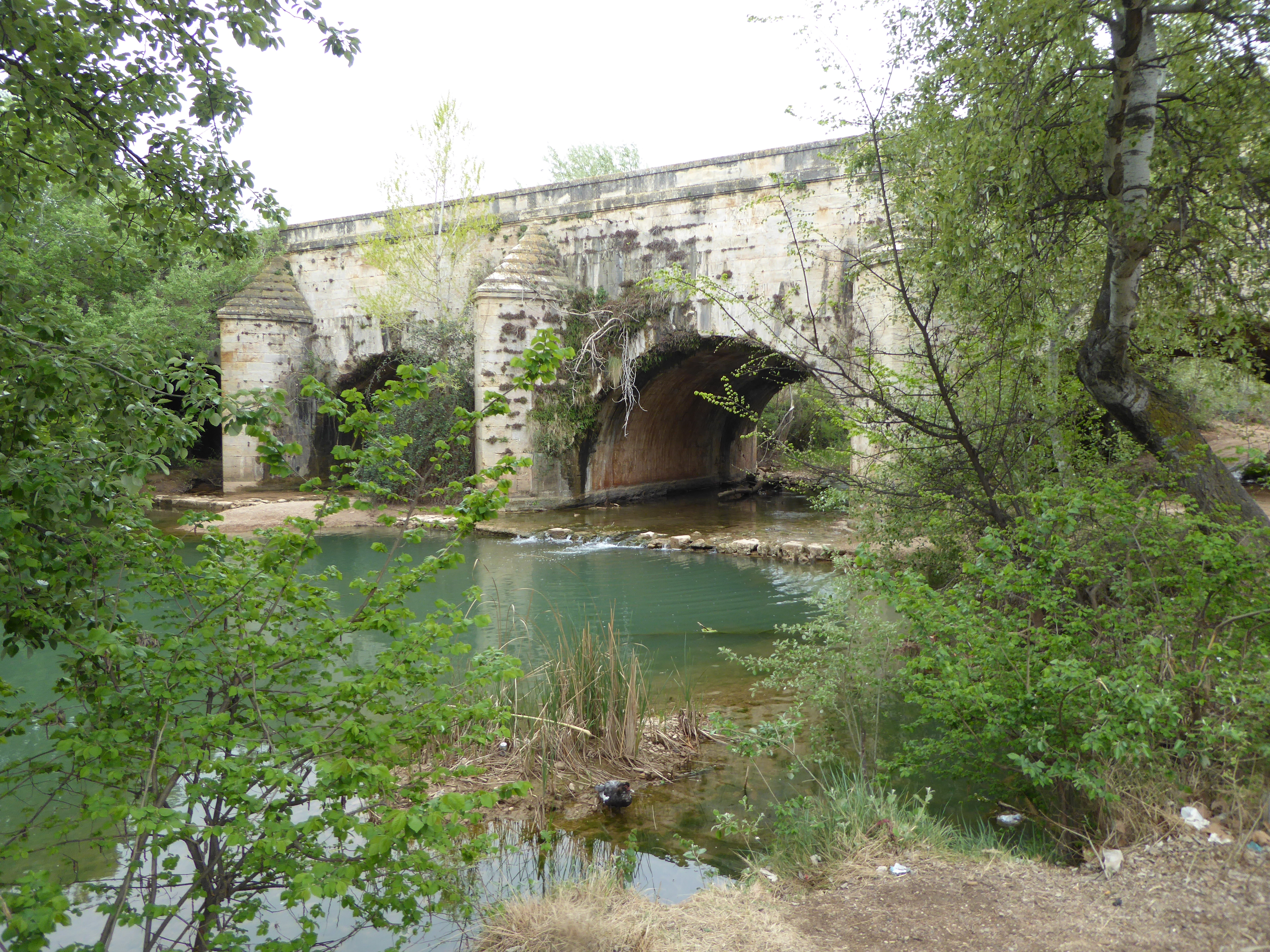
Acueducto del Jalón en Grisén
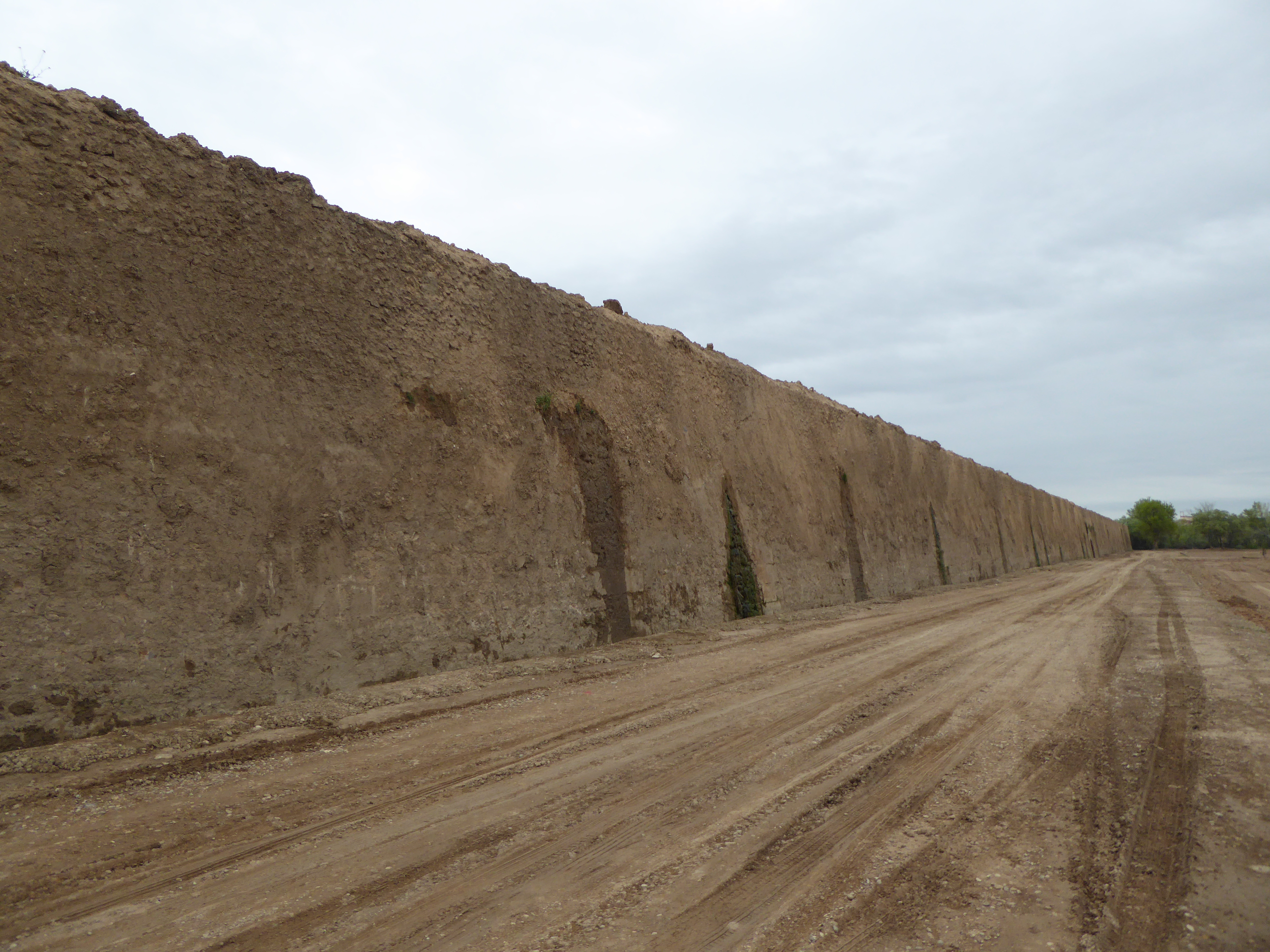
Murallas de Grisén
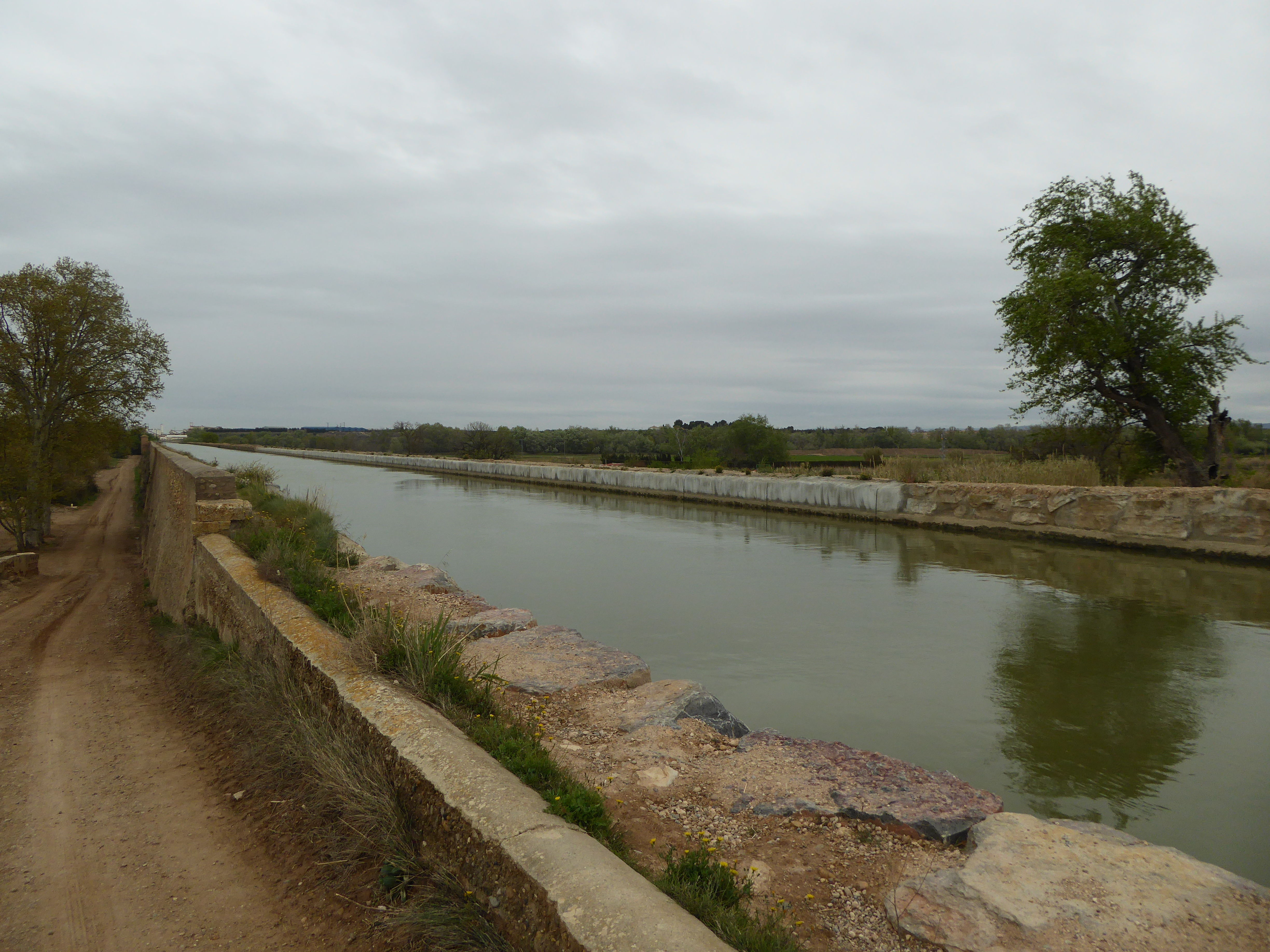
Canal en Grisén
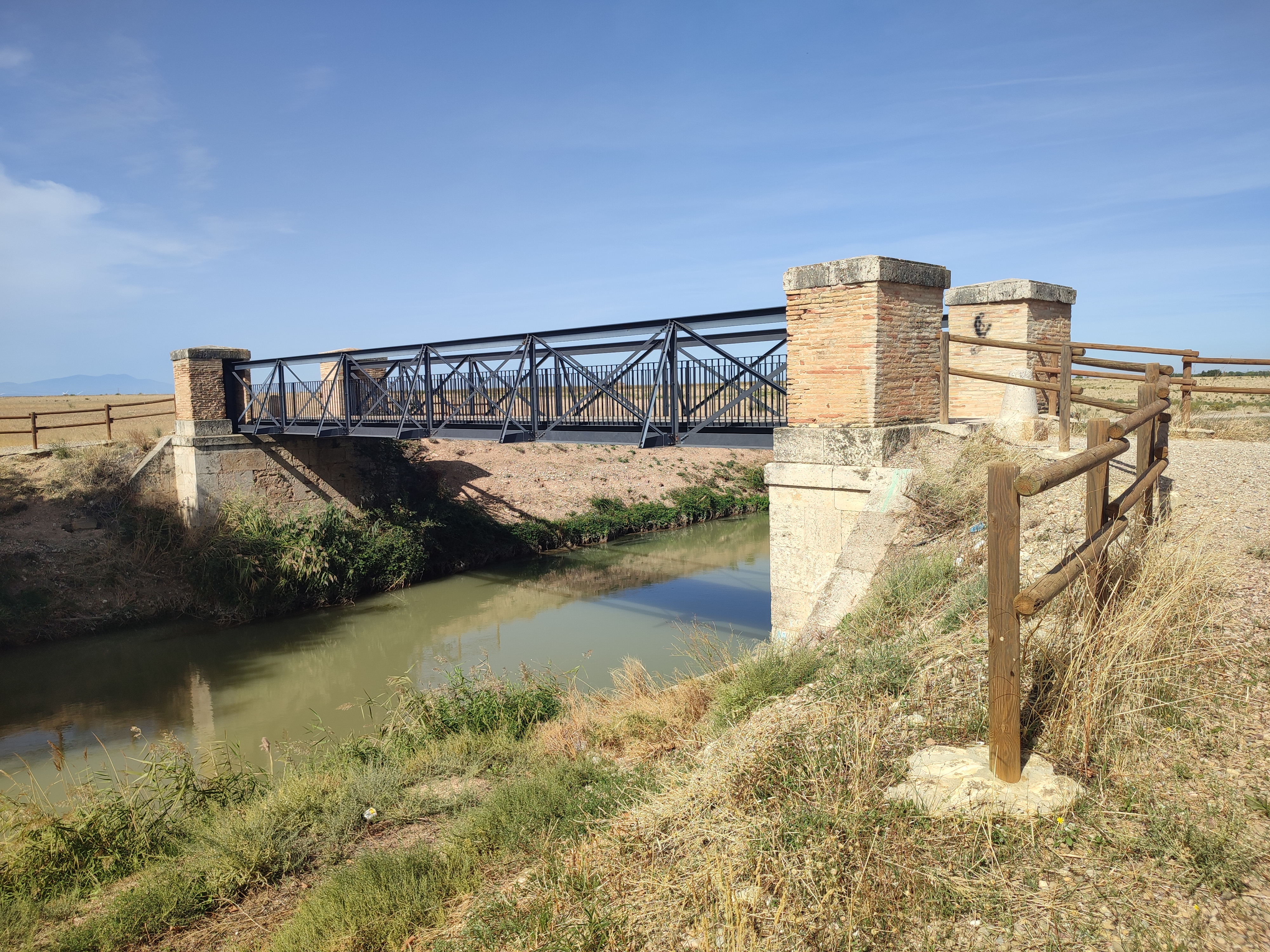
Puente Jubo, en Pinseque